# هواداران باشگاه فوتبال استقلال تهران

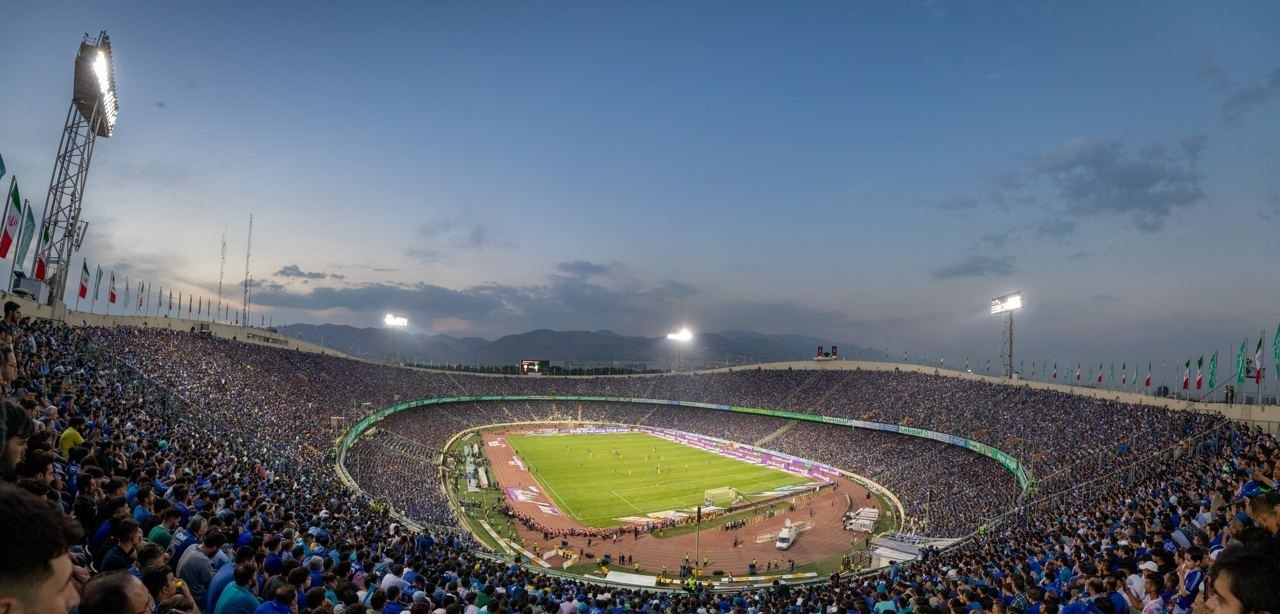
هوادران باشگاه استقلال تهران در هفته آخر لیگ برتر فوتبال ایران ۰۱–۱۴۰۰ و جشن قهرمانی بدون باخت در ورزشگاه آزادی

باشگاه استقلال تهران به گفته ی کارشناسان یکی از نمادهای ورزشی و فرهنگی ایران، نه تنها به دلیل افتخاراتش در عرصه ی فوتبال، بلکه به خاطر هواداران پرشور و وفادارش شناخته میشود. این باشگاه از همان ابتدای شکل‌گیری‌اش در سال ۱۳۲۴ دارای هواداران بسیاری بود به گونه‌ای که یکی از سه باشگاه پرهوادار تهرانی بوده است و هم‌اکنون نیز یکی از دو پرهوادار ترین تیم‌های ایران است.
هوادران این تیم را در جامعه فوتبالی ایران، به عنوان استقلالی یا تاجی می‌شناسند. به‌طور معمول هواداران فوتبال در ایران به دو دسته هواداران استقلال و پرسپولیس تقسیم می‌شوند و سؤال آبیته؟ یا قرمزته؟ یک سؤال معمول بین هواداران فوتبال ایرانی است. هواداران تیم پرسپولیس از رقبای اصلی و سنتی هواداران استقلال تهران می‌باشند.

## پیشینه

### سال ۱۳۲۴: شروع عرصه هواداری تاج
نخستین دسته‌های هواداران باشگاه استقلال از میانه‌های دهه ۱۳۲۰ شکل گرفتند. در آن دوران، باشگاه فوتبال توفان تهران که یکی از پرهوادارترین تیم‌های زمان خود بود، منحل شد. این اتفاق باعث شد بسیاری از طرفداران فوتبال در تهران به تیم‌های نوپا، از جمله دوچرخه‌سواران (نام ابتدایی باشگاه استقلال)، متمایل شوند. در این دوره، طرفداران فوتبال بین سه تیم اصلی یعنی تاج (استقلال فعلی)، دارایی و شاهین تقسیم شدند.

### دهه ۱۳۳۰: تثبیت هواداران تاج
در دهه ۱۳۳۰، باشگاه دوچرخه‌سواران به تاج تغییر نام داد و موفق شد جایگاه خود را در فوتبال ایران تثبیت کند. موفقیت‌های این تیم در مسابقات داخلی، به‌ویژه قهرمانی در جام باشگاه‌های تهران، باعث افزایش تعداد هواداران آن شد. در این دوره، فوتبال هنوز به شکل حرفه‌ای و سازمان‌یافته امروزی نبود، اما حضور تاج در مسابقات مهم و عملکرد درخشان بازیکنانش موجب شد که هواداران بیشتری به این تیم جذب شوند.

### دهه ۱۳۴۰: رشد سریع محبوبیت تاج
در دهه ۱۳۴۰، با قدرت گرفتن فوتبال باشگاهی در ایران، باشگاه تاج به یکی از مدعیان اصلی تبدیل شد. در این دوران، هواداران فوتبال در تهران به دو قطب اصلی تاج و شاهین تقسیم شدند. تاج با قهرمانی‌های متعدد در جام باشگاه‌های تهران و جام باشگاه‌های ایران، جایگاه خود را در بین مردم محکم‌تر کرد و طرفداران زیادی در سراسر کشور پیدا کرد.
یکی از نقاط عطف مهم این دهه، تأسیس مسابقات جام منطقه‌ای ایران در سال ۱۳۴۹ بود که تاج در نخستین دوره آن قهرمان شد. این قهرمانی، محبوبیت تاج را در سراسر ایران افزایش داد و پایگاه هواداری این تیم را فراتر از تهران گسترش داد. تیم تاج در این انتهای دهه به اوج قدرت خود رسید و در سال ۱۳۴۹ با قهرمانی در جام باشگاه‌های آسیا (نخستین تیم ایرانی که این عنوان را کسب کرد) محبوبیت بی‌سابقه‌ای به دست آورد.

### دهه ۱۳۵۰: دوران طلایی و افزایش هواداران
در دهه ۱۳۵۰، با تأسیس جام تخت جمشید، فوتبال باشگاهی ایران به شکل حرفه‌ای‌تری دنبال شد. در همین دوران، پرسپولیس به عنوان تیمی جوان‌تر و نوظهور از دل باشگاه شاهینتأسیس شد و رقابت شدیدی میان دو تیم تاج و پرسپولیس شکل گرفت. شهرآورد تهران که نخستین بار در سال ۱۳۴۷ برگزار شد، به یکی از مهم‌ترین مسابقات فوتبال آسیا تبدیل شد و نقش مهمی در شکل‌گیری فرهنگ هواداری در ایران ایفا کرد.
هواداران تاج در این دهه با تشکیل کانون‌های هواداری، حمایت سازمان‌یافته‌تری از تیم خود داشتند. استادیوم امجدیه(شیرودی) در اکثر مسابقات میزبان هزاران طرفدار تاج بود که با شور و حرارت از تیم‌شان حمایت می‌کردند.

### دهه ۱۳۶۰: تغییر نام و حفظ هویت هواداری
پس از انقلاب اسلامی در سال ۱۳۵۷، باشگاه تاج به استقلال تغییر نام داد. باوجود این تغییر، هواداران این تیم هویت خود را حفظ کردند و استقلال همچنان یکی از محبوب‌ترین تیم‌های ایران باقی ماند. در دهه ۱۳۶۰، با وجود محدودیت‌های ناشی از جنگ ایران و عراق و وقفه در مسابقات فوتبال، استقلال همچنان مورد حمایت گسترده هوادارانش بود. قهرمانی این تیم در جام باشگاه‌های تهران و سپس قهرمانی دوباره در جام باشگاه‌های آسیا در سال ۱۹۹۰ (۱۳۶۹) موجب شد که نسل جدیدی از هواداران به جمع طرفداران این تیم اضافه شوند.

### دهه ۱۳۷۰ و ۱۳۸۰: تثبیت جایگاه استقلال در فوتبال ایران
با تأسیس لیگ آزادگان در دهه ۱۳۷۰ و سپس لیگ برتر ایران در سال ۱۳۸۰، رقابت فوتبال ایران به شکل جدیدی ادامه یافت. استقلال در این دوران هواداران جدیدی جذب کرد و با قهرمانی‌های داخلی و حضور در مسابقات آسیایی، همچنان به عنوان یکی از پرطرفدارترین تیم‌های ایران باقی ماند. در دهه ۱۳۸۰، با گسترش شبکه‌های تلویزیونی و افزایش پوشش رسانه‌ای فوتبال، فرهنگ هواداری نیز تغییر کرد. تماشای مسابقات از تلویزیون و افزایش تحلیل‌های فوتبالی، تأثیر زیادی در گسترش و تثبیت هواداران استقلال داشت.

### دهه ۱۳۹۰ و ۱۴۰۰: عصر جدید هواداری و گسترش فضای مجازی
با ظهور شبکه‌های اجتماعی و دسترسی گسترده‌تر به اینترنت، نحوه‌ی حمایت هواداران از استقلال تغییر کرد. صفحات هواداری در اینستاگرام، اِکْس و تلگرام به یکی از مهم‌ترین پایگاه‌های حمایت از تیم تبدیل شدند. در این دوران، کری‌خوانی‌ها و بحث‌های هواداری به فضای آنلاین منتقل شد و هواداران استقلال در این بستر نقش پررنگی در پیگیری اخبار باشگاه و مطالبه‌گری داشتند. با وجود چالش‌های مدیریتی و مشکلات اقتصادی باشگاه در این دهه، هواداران استقلال همچنان به عنوان یکی از ستون‌های اصلی این تیم شناخته می‌شوند و تأثیر زیادی در تصمیم‌گیری‌های باشگاه دارند.

## رویارویی‌ها
رقابت‌های باشگاهی در فوتبال ایران همواره با هیجان و حساسیت بالایی همراه بوده است، و تاج یکی از پرشورترین گروه‌های هواداری در این رقابت‌ها محسوب می‌شوند. در طول تاریخ، استقلال با تیم‌های مختلفی رقابت کرده، اما برخی از این رقابت‌ها از سطح یک مسابقه ورزشی فراتر رفته و به تقابل هواداری تبدیل شده است.

### رقابت با شاهین و دارایی
در دهه ۱۳۳۰ و ۱۳۴۰، باشگاه تاج یکی از سه تیم پرطرفدار تهران در کنار شاهین و دارایی بود. این سه تیم رقابت شدیدی برای قهرمانی در جام باشگاه‌های تهران داشتند، اما رویارویی میان تاج و شاهین از اهمیت بیشتری برخوردار بود. دلایل حساسیت این رقابت ها هواداران پرشمار و متعصب بودند هر دو تیم هواداران زیادی داشتند که برای بازی‌های مهم به ورزشگاه امجدیه می‌آمدند. در سال ۱۳۴۶، تیم شاهین منحل شد این موضوع باعث شد که رقیب سنتی استقلال از بین برود و در سال‌های بعد، رقابت اصلی بین استقلال و پرسپولیس شکل بگیرد.

### آغاز رقابت سنتی با پرسپولیس تهران
پس از انحلال شاهین، پرسپولیس به‌تدریج به رقیب اصلی استقلال تبدیل شد. دربی تهران که نخستین بار در سال ۱۳۴۷ برگزار شد، به بزرگ‌ترین رقابت باشگاهی فوتبال ایران و یکی از حساس‌ترین مسابقات فوتبال آسیا تبدیل شد. این بازی که به دربی تهران یا سرخ‌آبی معروف است، حداقل سالانه دو بار در لیگ برتر ایران برگزار می‌شود و گاهی در جام حذفی یا سوپرجام نیز شاهد تقابل این دو تیم هستیم. از دلایل حساسیت این رقابت میتوان به این موضوع اشاره کرد که استقلال و پرسپولیس بخش عمده‌ای از افتخارات فوتبال باشگاهی ایران را از آن خود کرده‌اند و همواره جزو مدعیان قهرمانی بوده‌اند. این دو تیم با داشتن بیشترین تعداد هوادار در ایران، بازی‌هایشان را با هیجان و حساسیت زیادی دنبال می‌کنند، علاوه بر این، نتایج این مسابقه می‌تواند تأثیر زیادی بر روحیه بازیکنان و جایگاه تیم در جدول داشته باشد. همچنین، رقابت رسانه‌ای و کری‌خوانی بین هواداران در فضای مجازی باعث شده که این مسابقه بازتاب گسترده‌ای در رسانه‌ها داشته باشد.

### رقابت با سپاهان اصفهان
در دو دهه اخیر، تیم سپاهان اصفهان به یکی از رقبای اصلی استقلال تبدیل شده است. این رقابت به دلیل قهرمانی‌های متعدد دو تیم در لیگ برتر و بازی‌های حساس در جام حذفی شکل گرفته است همچنین در برخی از مسابقات، تنش‌هایی بین هواداران استقلال و سپاهان در ورزشگاه نقش جهان یا آزادی رخ داده است. برخلاف شهرآورد تهران که بر محور دو تیم پایتخت‌نشین استقلال و پرسپولیس شکل گرفته، رقابت هواداری استقلال و سپاهان نمایانگر رقابت تهران و اصفهان در فوتبال ایران است.
استقلال به عنوان یکی از دو تیم پرهوادار ایران، در اصفهان نیز طرفداران زیادی دارد. در بازی‌های استقلال مقابل سپاهان، معمولاً بخشی از ورزشگاه نقش جهان به آبی‌پوشان اختصاص داده می‌شود که با تشویق‌های پرقدرتشان سعی می‌کنند در زمین حریف هم حضور خود را به رخ بکشند. این حضور پررنگ، حساسیت رقابت را افزایش داده و باعث کری‌خوانی بیشتر بین هواداران دو تیم شده است.

### رقابت با تراکتور تبریز
در سال‌های اخیر، بازی‌های استقلال و تراکتور تبریز به خصوص بعد از بازی استقلال ۷–۱ تراکتور نیز با حساسیت بالایی برگزار شده است. استقلال، در تبریز نیز طرفداران زیادی دارد. اما در سال‌های اخیر، ورود هواداران استقلال به استادیوم یادگار امام معمولاً با چالش‌هایی روبه‌رو بوده است. گاهی اوقات محدودیت‌هایی برای ورود آن‌ها اعمال شده و در برخی موارد، هواداران تراکتور با برخوردهای لفظی و فیزیکی بین مانع حضور هواداران استقلال در یادگار امام شدند.

## جمعیت‌شناسی
بر اساس یک پژوهش که در سال ۱۳۹۰ بر روی جامعه آماری هواداران استقلال و پرسپولیس با هدف تقسیم هواداران بر اساس متغیرهای جمعیت‌شناختی، جغرافیایی و وفاداری،  پرسشنامه ای در میان ۴۶۰ هواداران استقلال و پرسپولیس توزیع شد.
نتایج تقسیم بندی هواداران بر اساس متغیر سن نشان داد که بیشترین تعداد هواداران استقلال ۸/۶۸ درصد و پرسپولیس ۴/۵۰ درصد بین ۱۶ تا ۲۴ سال بودند و کمترین تعداد هواداران استقلال۹/۰ درصد بین ۴۵ تا ۵۴ سال و کمترین تعداد هواداران پرسپولیس ۶/۲ درصد کمتر از ۱۶ سال بودند.
در تقسیم بندی بر اساس محل سکونت، ۶/۶۱ درصد هواداران استقلال ساکن تهران، البرز، و سایر شهرستان های تهران هستند و ۴/۳۸ درصد ساکن سایر استان های ایران هستند، در حالی که ۸/۵۷ درصد هواداران پرسپولیس ساکن تهران، البرز، و سایر شهرستان های تهران هستند و ۲/۴۲ درصد ساکن سایر استان های ایران هستند.
همچنین ابتدا با استفاده از تحلیل خوشه ای هواداران استقلال و پرسپولیس بر اساس نمرات نگرشی و رفتاری به دو طبقه تقسیم شدند و سپس با استفاده از جدول متقاطع نشان داده شد که ۸/۹۳ درصد هواداران باشگاه استقلال در گروه دارای وفاداری پنهان؛ ۵/۳ درصد هواداران باشگاه استقلال در گروه دارای وفاداری پایین؛ ۷/۲ درصد در گروه دارای وفاداری زیاد قرار داشتند؛ و هیچکدام یک از آنها در گروه دارای وفاداری جعلی نبوده اند. در حالی که در هواداران پرسپولیس، ۲/۶۹ درصد هواداران باشگاه پرسپولیس در گروه دارای وفاداری پنهان؛ ۵/۸ درصد هواداران باشگاه پرسپولیس در گروه دارای وفاداری پایین؛ ۴/۲۱ درصد در گروه دارای وفاداری زیاد یا واقعی؛ و ۹/۰ درصد در گروه دارای وفاداری جعلی بودنده-اند. در نهایت، مقایسه وفاداری هواداران دو تیم نشان داد که بین وفاداری نگرشی هواداران دو باشگاه استقلال و پرسپولیس تفاوت معنی داری وجود ندارد، اما نتایج مقایسه وفاداری رفتاری هواداران دو باشگاه نشان داد وفاداری رفتاری هواداران استقلال از هواداران پرسپولیس به طور معنی داری بیشتر است.

## اقدامات هوادران در ورزشگاه

### جو ورزشگاه

#### گلی که توسط هواداران استقلال به ثمر رسید
در تاریخ ۵ شهریور ۱۳۹۷، تیم استقلال در چارچوب رقابت‌های لیگ قهرمانان آسیا، در ورزشگاه آزادی به مصاف السد قطر رفت. در جریان این دیدار، دروازه‌بان تیم السد مرتکب اشتباهی عجیب شد و توپ را به اشتباه وارد دروازه خودی کرد. بسیاری معتقدند که این اشتباه تحت تأثیر جو سنگین و پرشور ورزشگاه آزادی بود؛ این گل در میان هواداران فوتبال به عنوان "گلی که هواداران استقلال به ثمر رساندند" شناخته می‌شود.

#### تمجید استفانو پیولی
در یکی از دیدارهای مهم لیگ نخبگان آسیا، استقلال تهران در ورزشگاه آزادی به مصاف النصر عربستان رفت؛ تیمی که با هدایت استفانو پیولی، سرمربی سرشناس ایتالیایی پا به میدان گذاشته بود. این مسابقه با حضور ۷۵ هزار هوادار پرشور استقلال برگزار شد؛ حضوری که جوی خاص و خیره‌کننده در ورزشگاه به‌وجود آورد. فضای حاکم بر آزادی چنان تأثیرگذار بود که پیولی در گفت‌وگویی پس از بازی، به تحسین هواداران استقلال پرداخت و گفت:

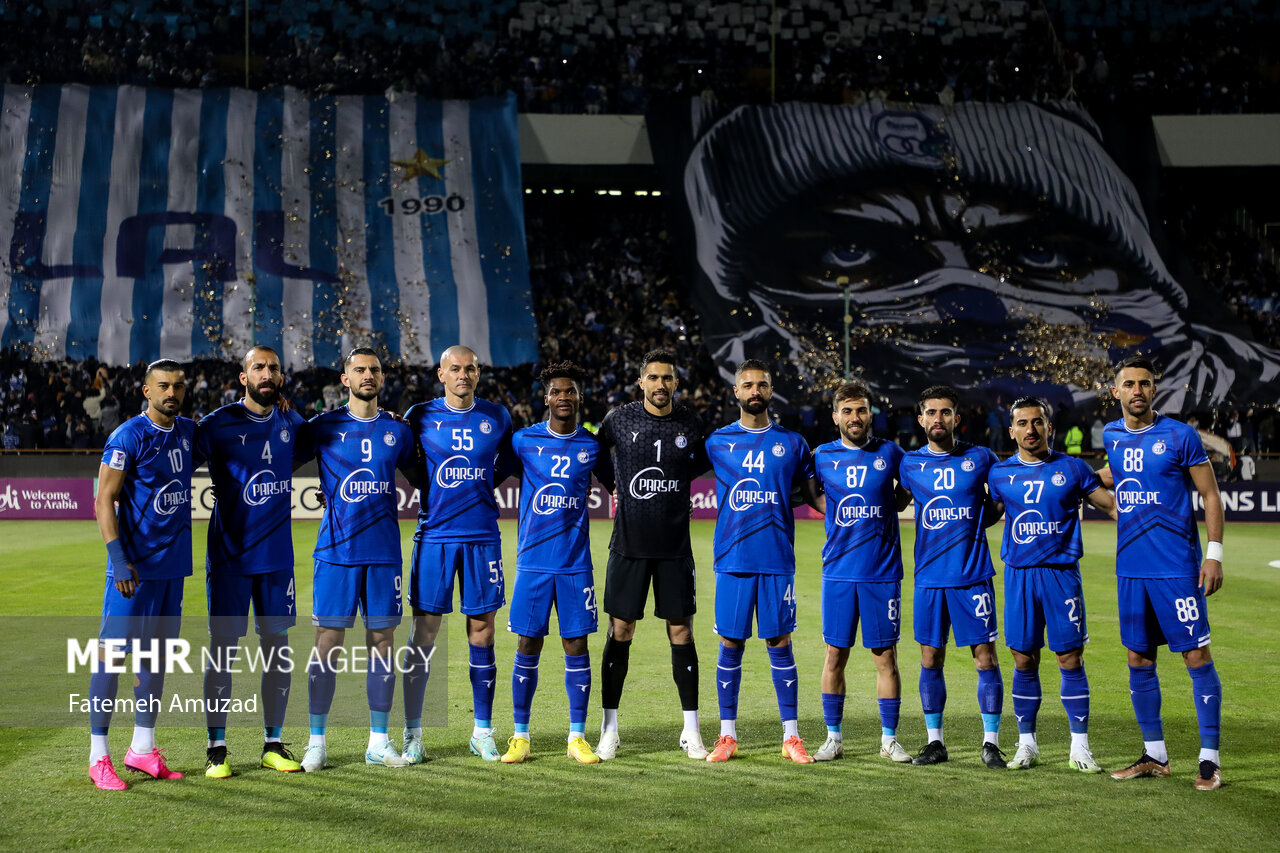
بازیکنان استقلال در کنار طرح های هواداری هواداران استقلال در بازی لیگ نخبگان آسیا مقابل النصر

دیدار برابر استقلال در تهران، بهترین اتمسفر فوتبالی بود که در این تورنمنت تجربه کردم.

### پرچم‌های هواداری
پرچم‌های هواداری همواره یکی از اصلی‌ترین نمادهای عشق و علاقه هواداران به باشگاه‌های ورزشی بوده است. در این میان، پرچم‌هایی که هواداران باشگاه استقلال تهران در ورزشگاه آزادی به نمایش می‌گذارند، جایگاه ویژه‌ای در فرهنگ فوتبالی ایران دارند. این پرچم‌ها نه تنها نمادی از هویت هواداران هستند، بلکه تاریخچه‌ای از افتخارات، امیدها و شور و شوق آبی‌ها را به تصویر می‌کشند.

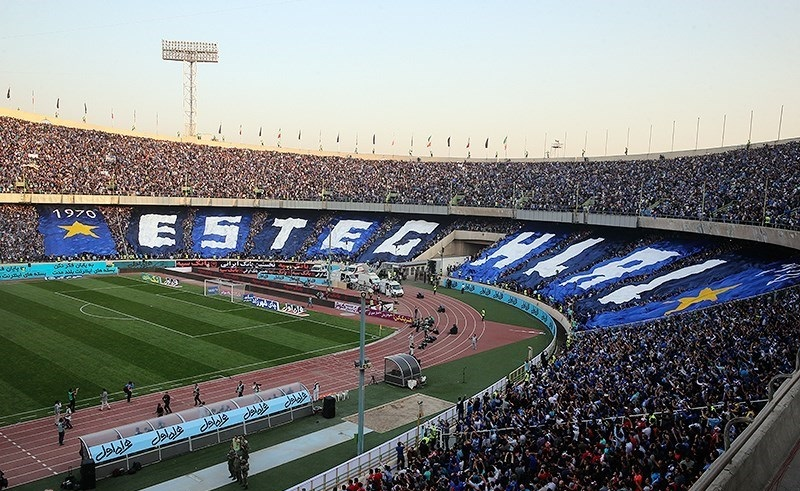
پرچم بزرگ هواداران استقلال در شهرآورد ۸۵ که نام استقلال به همراه دوستاره، نماد دو قهرمانی در لیگ قهرمان آسیا و تاریخ آن قهرمانی هارا نشان می‌دهد.

#### بزرگ‌ترین پرچم هواداری
در تاریخ ۱۶ اردیبهشت ۱۳۹۸ در بازی استقلال در مقابل الدحیل در لیگ قهرمانان آسیا، بزرگ‌ترین پرچم دنیا به اهتزاز درآمد و در گینس به ثبت رسید.

### طرح‌های موزاییکی
طرح‌های موزاییکی هواداران باشگاه استقلال تهران در ورزشگاه آزادی، به‌عنوان نمادی از همبستگی و حمایت جمعی، نقش مهمی در ایجاد جو پرشور مسابقات ایفا می‌کنند. این طرح‌ها با هماهنگی دقیق و استفاده از رنگ‌های آبی و سفید، تصاویر و پیام‌های متنوعی را به نمایش می‌گذارند که تأثیر بسزایی در روحیه بازیکنان و هواداران دارند.

استفاده از طرح‌های موزاییکی در ورزشگاه آزادی به سال‌های اخیر بازمی‌گردد، جایی که هواداران استقلال با الهام از نمونه‌های بین‌المللی، اقدام به اجرای این طرح‌ها کردند. این نمایش‌ها با استفاده از کارتن پلاست‌های رنگی و هماهنگی هزاران نفر، تصاویری همچون لوگوی باشگاه، ستاره‌های قهرمانی و پیام‌های حمایتی را به تصویر می‌کشند. اولین استفاده هواداران استقلال از طرح موزاییکی به ۲۰ اردیبهشت ۱۳۹۵ در مصاف استقلال با تراکتور برمیگردد که هواداران استقلال دو رنگ سفید و آبی را با طرح موزاییکی به تصویر کشیدند.

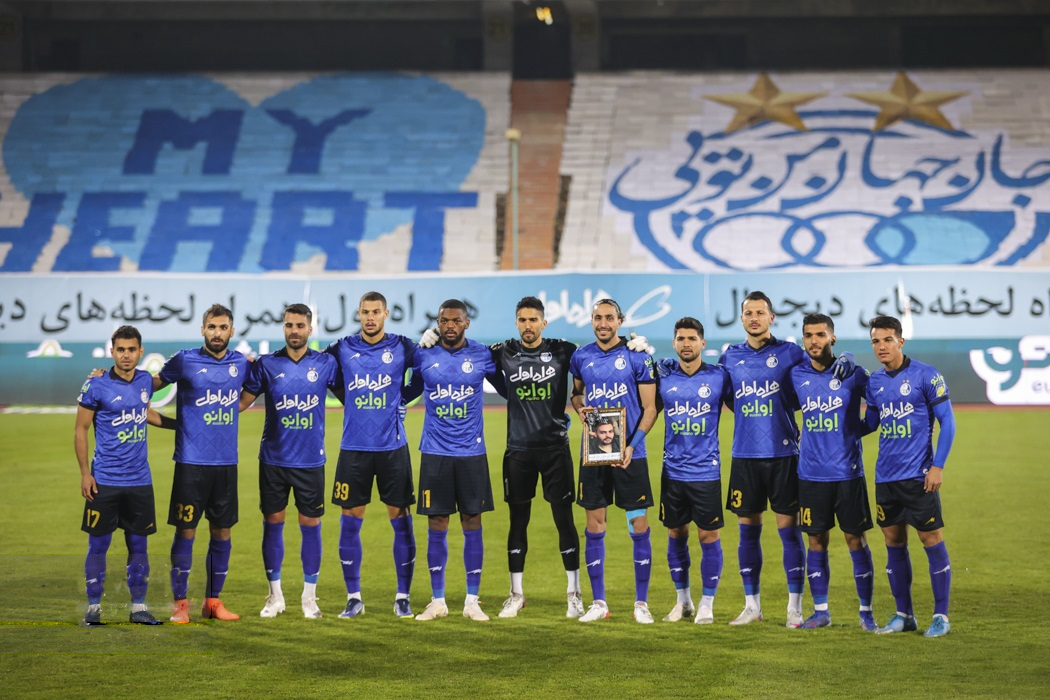
بازیکنان استقلال و طرح موزاییکی کمیته مشوقين استقلال در زمان شیوع ویروس کرونا که بازی‌ها بدون تماشاگر بود.

#### نمونه‌هایی از طرح‌های موزاییکی استقلال
- طرح دو ستاره قهرمانی آسیا: در دربی نود و چهارم پایتخت، هواداران استقلال با نمایش دو ستاره طلایی و عدد ۷۵ به نشانه قدمت باشگاه، به افتخارات آسیایی خود اشاره کردند.[۳۷]
- طرح چشم عقاب: این طرح با استفاده از کارتن پلاست‌های ۵۰×۵۰ سانتی‌متری در بازی مقابل العین در لیگ قهرمانان آسیا اجرا شد و تصویری از چشم عقاب را در ورزشگاه به نمایش گذاشت که نمادی از تیزبینی و قدرت است.[۳۸][۳۹]
- علی انصاریان:پس از فوت علی انصاریان بر اثر کرونا، کانون هواداران استقلال طرح موزاییکی با نقش شماره پیراهن علی انصاریان در زمانی که با پیراهن استقلال بازی می‌کرد، یاد و خاطر وی را گرامی و زنده نگه داشتند.[۴۰][۴۱]
- خلیج فارس:پس از حواشی مربوط به خلیج عربی خواندن خلیج فارس توسط رئیس فیفا و هم چنین استفاده از این عبارت اشتباه در مسابقات فوتبال برگزار شده در عراق، روی سکوهای خالی از تماشاگر آزادی نام خلیج فارس به صورت موزاییکی حک شد.[۴۲][۴۳][۴۴]
- قدردانی از ریکاردو ساپینتو: در دیدار نیمه‌نهایی جام حذفی مقابل نساجی مازندران، هواداران استقلال با اجرای طرح موزاییکی ویژه‌ای از سرمربی خود، ریکاردو ساپینتو، قدردانی کردند.[۴۵]
- حمایت از جواد نکونام: پیش از دیدار با ملوان بندر انزلی، هواداران استقلال با اجرای طرح موزاییکی جالبی، حمایت خود را از جواد نکونام، سرمربی تیم، نشان دادند.[۴۶]

### آتش‌بازی

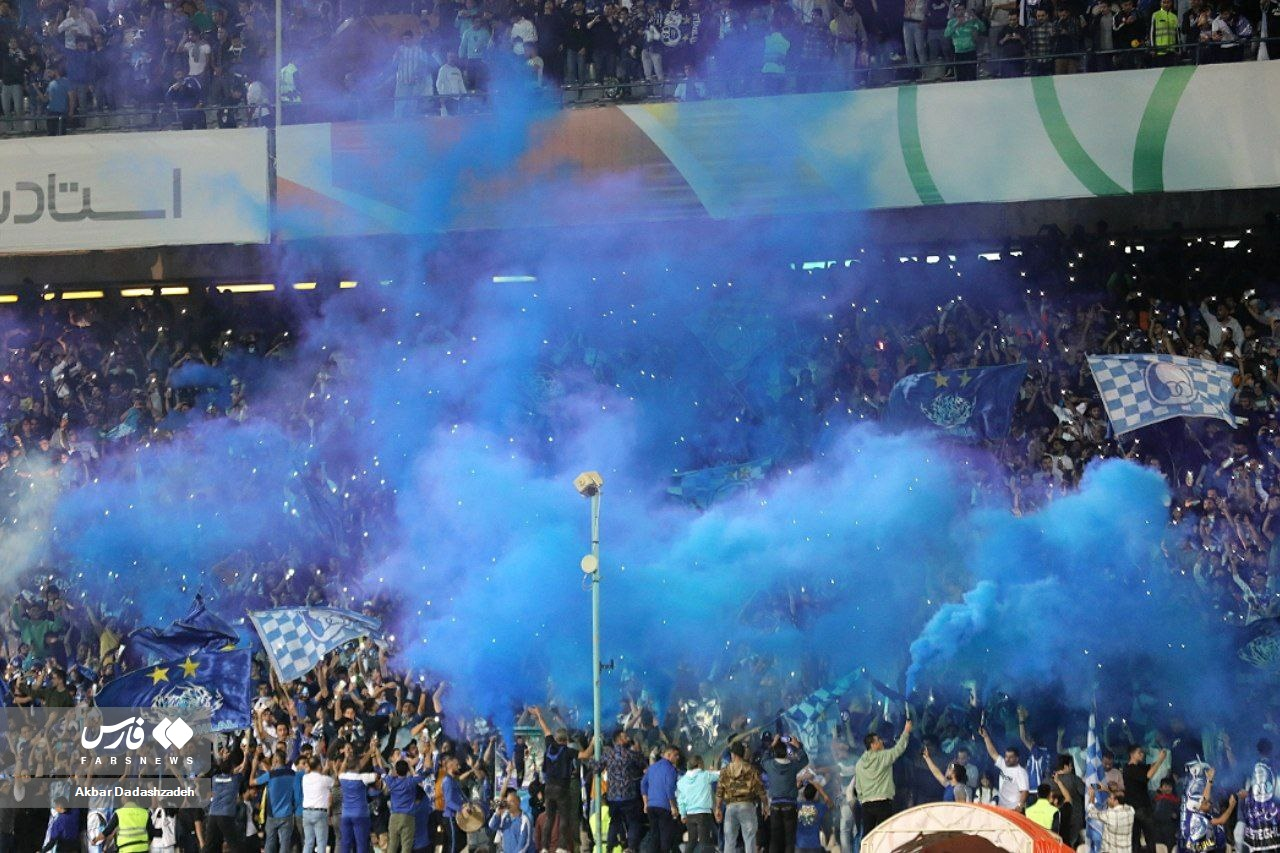
دود آبی به همراه نور روشن موبایل هواداران استقلال در بازی مقابل آلومینیوم اراک در هفته هشتم لیگ برتر فوتبال ایران ۰۴–۱۴۰۳

استفاده از آتش‌بازی و افروختن مشعل‌ها در ورزشگاه‌های ایران، به‌ویژه توسط هواداران باشگاه استقلال تهران، به‌عنوان یکی از جلوه‌های پرشور حمایت از تیم، در سال‌های اخیر رواج یافته است. در دهه‌های گذشته، هواداران فوتبال ایرانی با استفاده از ابزارهای مختلفی مانند طبل، شیپور و شعارهای هماهنگ، به تشویق تیم‌های خود می‌پرداختند. با گسترش ارتباطات و مشاهده فرهنگ هواداری در سایر کشورها، استفاده از آتش‌بازی، مشعل‌ها و دودهای رنگی به‌تدریج در بین هواداران ایرانی نیز محبوبیت یافت. 

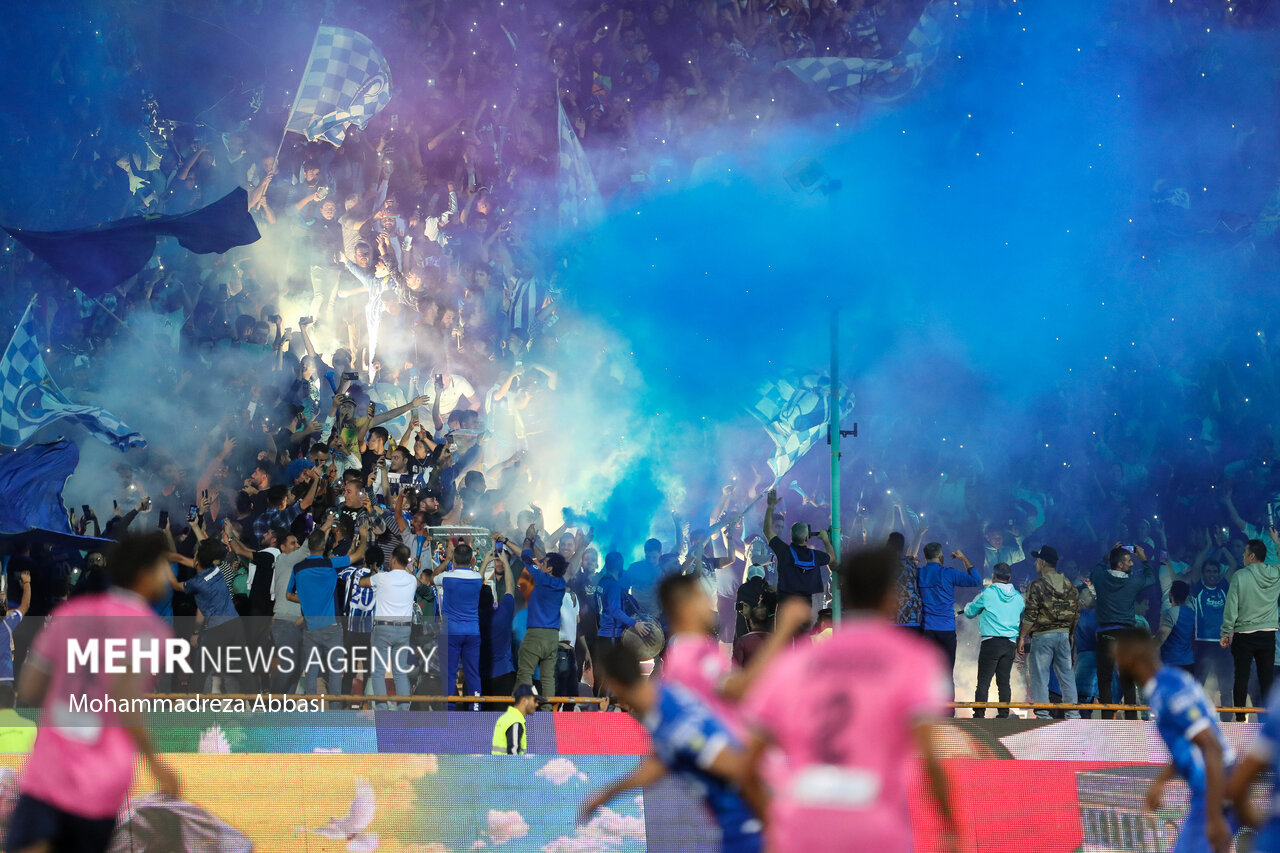
آتش بازی و مشعل‌های روشن در بازی مقابل آلومینیوم اراک در هفته هشتم لیگ برتر فوتبال ایران ۰۴–۱۴۰۳

هواداران باشگاه استقلال تهران، به‌عنوان یکی از پرشورترین گروه‌های هواداری در ایران، در مناسبت‌های مختلف از آتش‌بازی و افروختن مشعل‌ها برای ایجاد جوی هیجان‌انگیز در ورزشگاه آزادی استفاده کرده‌اند. این اقدامات، به‌ویژه در بازی‌های حساس مانند دربی تهران یا مسابقات بین‌المللی، به اوج خود می‌رسد.

#### نمونه‌هایی از آتش‌بازی هواداران استقلال
- دربی ۱۰۲: در این مسابقه، هواداران استقلال با آتش‌بازی و افروختن مشعل‌ها، فضای ورزشگاه آزادی را به‌شدت تحت تأثیر قرار دادند.[۴۸][۴۹]
- بازی مقابل آلومینیوم اراک، هوادار و ذوب‌آهن اصفهان: در جریان این دیدارها، هواداران استقلال با آتش‌بازی در لحظات ابتدایی بازی، شور و هیجان خاصی به ورزشگاه بخشیدند و با ایجاد دود آبی، حمایت خود را از تیم نشان دادند.[۵۰][۵۱]

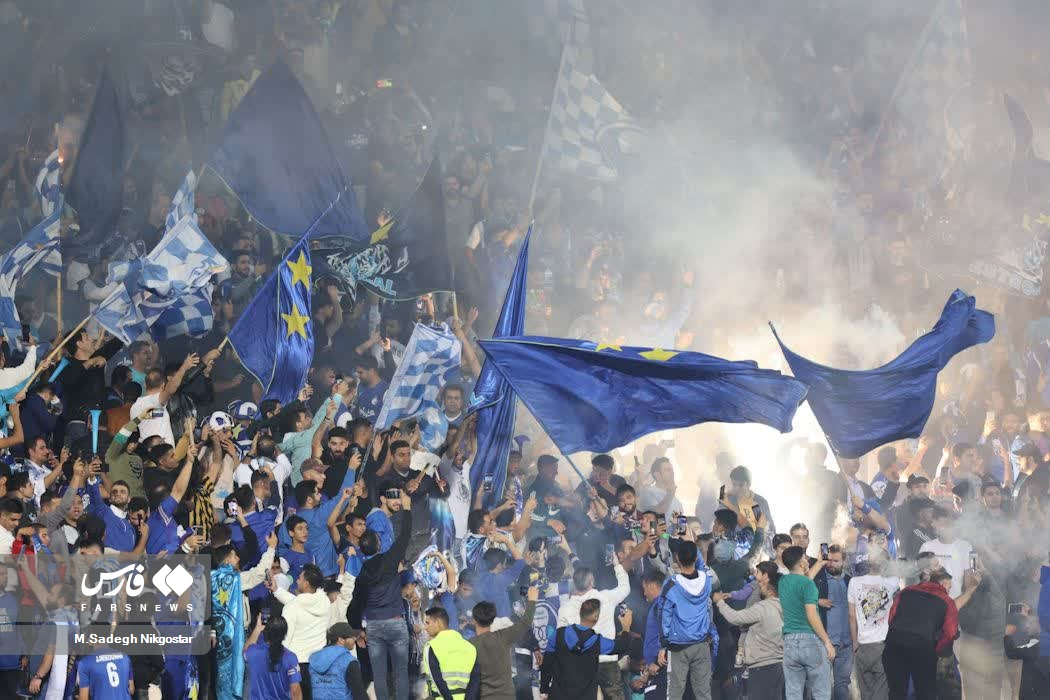
تصویری از آتش بازی هواداران استقلال در هفته ششم لیگ برتر فوتبال استقلال تهران در جمعه ۲۸ مهر ۱۴۰۲ در ورزشگاه آزادی و در حضور ۴۰ هزار تماشاگر به مصاف تیم هوادار رفت که این بازی با نتیجه ۳ بر ۲ به سود استقلال به پایان رسید.

### تشویق ایسلندی
تشویق ایسلندی، نوعی تشویق هماهنگ و پرشور است که نخستین بار توسط هواداران تیم ملی فوتبال ایسلند در مسابقات یورو ۲۰۱۶ معرفی شد. این تشویق با ضربات دست هماهنگ و فریادهای جمعی، جوی هیجان‌انگیز و همبستگی بین هواداران ایجاد می‌کند.
هواداران باشگاه استقلال تهران با الهام از این تشویق، آن را به فرهنگ هواداری خود اضافه کرده‌اند. در بازی‌های مهم، به‌ویژه پس از پیروزی‌های حساس، هواداران استقلال با اجرای تشویق ایسلندی، اتحاد و حمایت خود را از تیم نشان می‌دهند.

#### نمونه‌هایی از اجرای تشویق ایسلندی توسط هواداران استقلال
- پیروزی مقابل العین امارات: پس از پیروزی استقلال مقابل العین در لیگ قهرمانان آسیا، هواداران با اجرای تشویق ایسلندی، شادی خود را ابراز کردند.[۵۴]

### شعارها
هواداران باشگاه استقلال تهران، با شور و اشتیاق فراوان، همواره در حمایت از تیم محبوب خود در ورزشگاه‌ها حضور یافته و با سر دادن شعارهای متنوع، به ایجاد جوی پرانرژی و هیجان‌انگیز کمک می‌کنند. نمونه‌هایی از این شعارها، که بخشی از فرهنگ هواداری این باشگاه را تشکیل می‌دهند:
| تا دنیا دنیاست، آبی مال ماست |  | ما قهرمانیم، جام تو دست ماست |

| میخوام دنیا نباشه |  | میخوام فوتبال نباشه           |
| میخوام لیگی نباشه |  | میخوام لنگی (پرسپولیسی) نباشه |
| اگه اس اس نباشه   |  |                               |

| استقلال قهرمان میشه    |  | خدا میدونه که حقشه  |
| به لطفِ یزدان و بچها    |  | استقلال قهرمان میشه |
| لالای لای لالالی لالای |  |                     |

| این اسِ اسِ منه    |  | دوسشِ دارم، خیلی زیاد |
| قهرمانی بهش میاد |  | قهرمانی بهش میاد     |

### دقیقه ۲۱
در دقیقه ۲۱ هر بازی، هواداران استقلال نام وریا غفوری، کاپیتان سابق تیم، را با شور و حرارت فراوان فریاد می‌زنند. این اقدام به‌منظور قدردانی از زحمات و تعهد غفوری در دوران حضورش در استقلال و کنار گزاشته شدن به دلایل غیر فوتبالی انجام می‌شود. نمونه ای از شعار هواداران استقلال برای وریا غفوری:
| وریایِ با غیرت |  | حرفِ تو حرفِ ملت |

### دقیقه ۲۲
دقیقه ۲۲ به یاد منصور پورحیدری، اسطوره و پدر معنوی باشگاه استقلال، اختصاص دارد. هواداران در این دقیقه با تشویق‌های پرشور، یاد و خاطره او را زنده نگه می‌دارند. دلیل انتخاب دقیقه ۲۲ به شماره پیراهن پورحیدری (شماره ۲) و دو قهرمانی او در آسیا بازمی‌گردد؛ با قرار دادن این دو عدد در کنار هم، عدد ۲۲ حاصل می‌شود.

### موج مکزیکی
هواداران باشگاه استقلال تهران با اجرای موج مکزیکی در ورزشگاه‌ها، شور و هیجان خاصی به بازی‌های تیم محبوب خود می‌بخشند. این حرکت هماهنگ که با ایستادن و نشستن متوالی تماشاگران به‌صورت موجی در سکوها انجام می‌شود، نشان‌دهنده اتحاد و همبستگی هواداران است. اجرای موج مکزیکی در ورزشگاه آزادی توسط هواداران استقلال، صحنه‌های جذابی را خلق کرده است. این حرکت نه تنها به افزایش انرژی و هیجان در ورزشگاه کمک می‌کند، بلکه تأثیر مثبتی بر روحیه بازیکنان درون زمین دارد.
موج مکزیکی به‌عنوان یکی از نمادهای پرشور هواداری در فوتبال شناخته می‌شود و هواداران استقلال با اجرای آن، نقش بسزایی در ایجاد فضایی پرانرژی و حمایت‌گرانه برای تیم خود ایفا می‌کنند.

### روشن کردن چراغ قوه‌های موبایل
هواداران باشگاه استقلال تهران همواره با شور و اشتیاق فراوان از تیم محبوب خود حمایت کرده‌اند. یکی از جلوه‌های زیبای این حمایت، روشن کردن نورهای تلفن همراه در ورزشگاه‌ها است که به‌ویژه در بازی‌های حساس و شبانه جلوه‌ای دیدنی ایجاد می‌کند. این اقدام، علاوه بر ایجاد صحنه‌ای چشم‌نواز، نشان‌دهنده اتحاد هواداران است و تأثیر مثبتی بر روحیه بازیکنان درون زمین دارد.

### بازی های خارج از خانه
هواداران استقلال فقط مختص به ساکنین تهران نمیشوند و در بازی های خارج از خانه نیز هواداران زیادی علاوه رفتن به ورزشگاه برای حمایت از تیم محبوبشان به طوری که هواداران تیم مهمان از میزبان بیشتر میشود، برای استقبال و خوش آمد گویی تیم محبوبشان به شهرشان به فرودگاه و هتل استقرار اعضای تیم میروند و حمایت های با عشق و علاقه خود را به این تیم ابراز میکنند و به این شیوه برای بازیکنان و کادرفنی انرژی میفرستند.

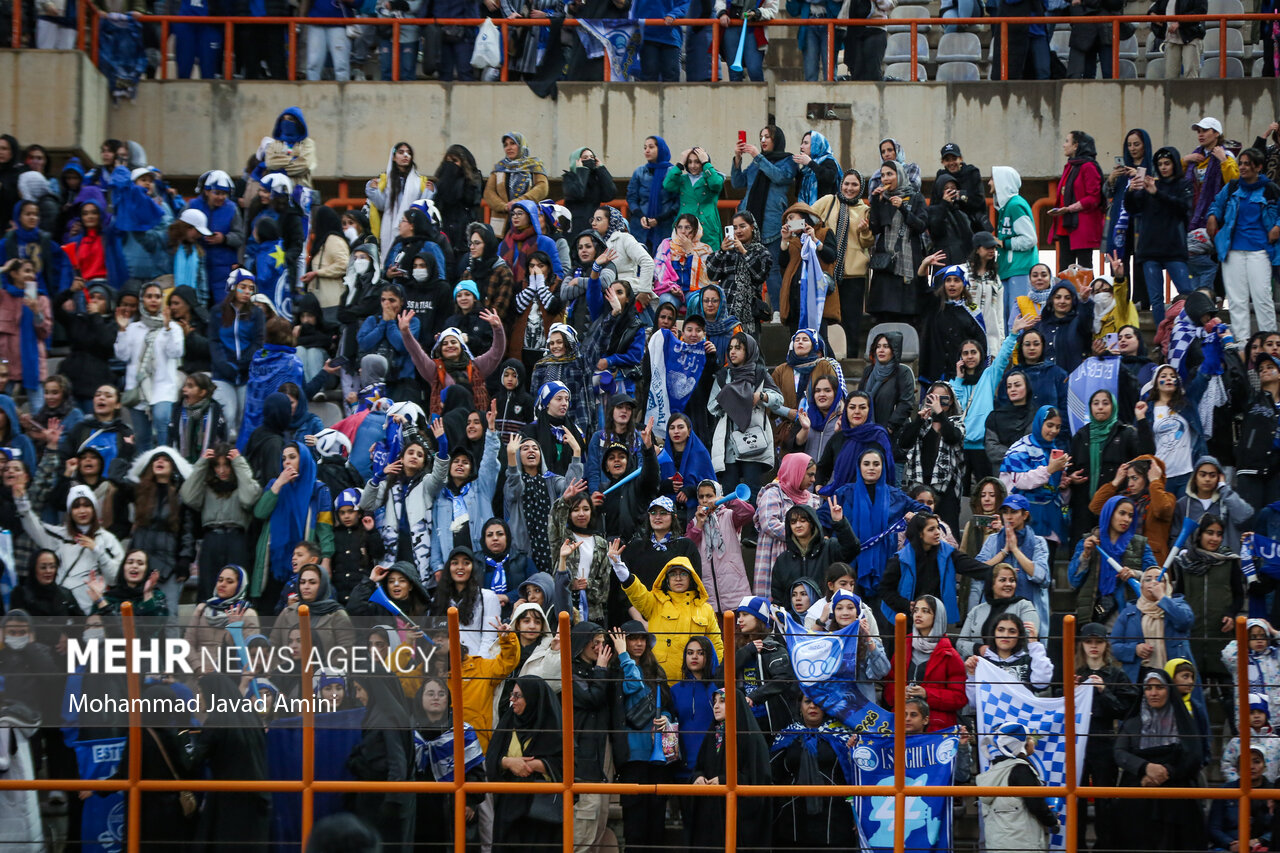
هواداران خانم استقلال در بازی استقال - شمس‌آذر که به میزبانی شمس‌آذربرگزار شد.

همچنین پیتسو موسیمانه، سرمربی سابق استقلال نیز از این استقبال ها شگفت‌زده بود به طوری که درباره ی استقبال هواداران یزدی از این تیم گفت:

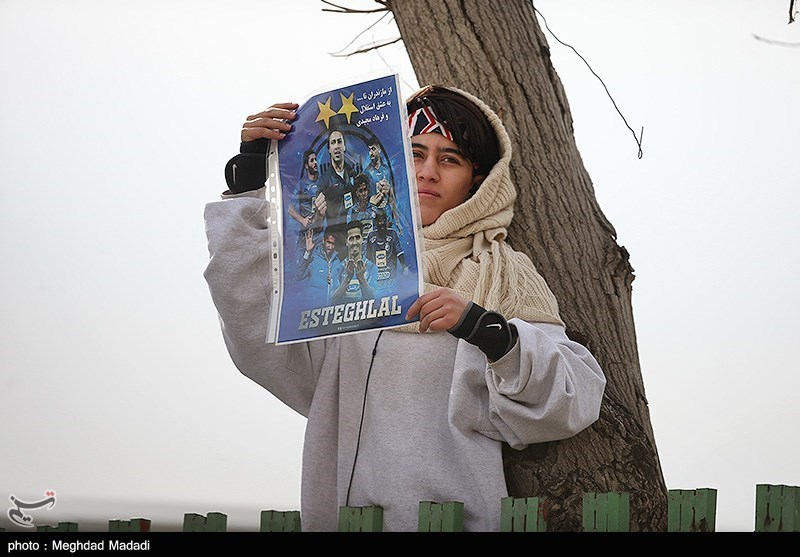
تصویری از هوادار استقلال که با برگه ای نشان میدهد از مازندران برای حمایت از استقلال به محل تمرین استقلال آمده.

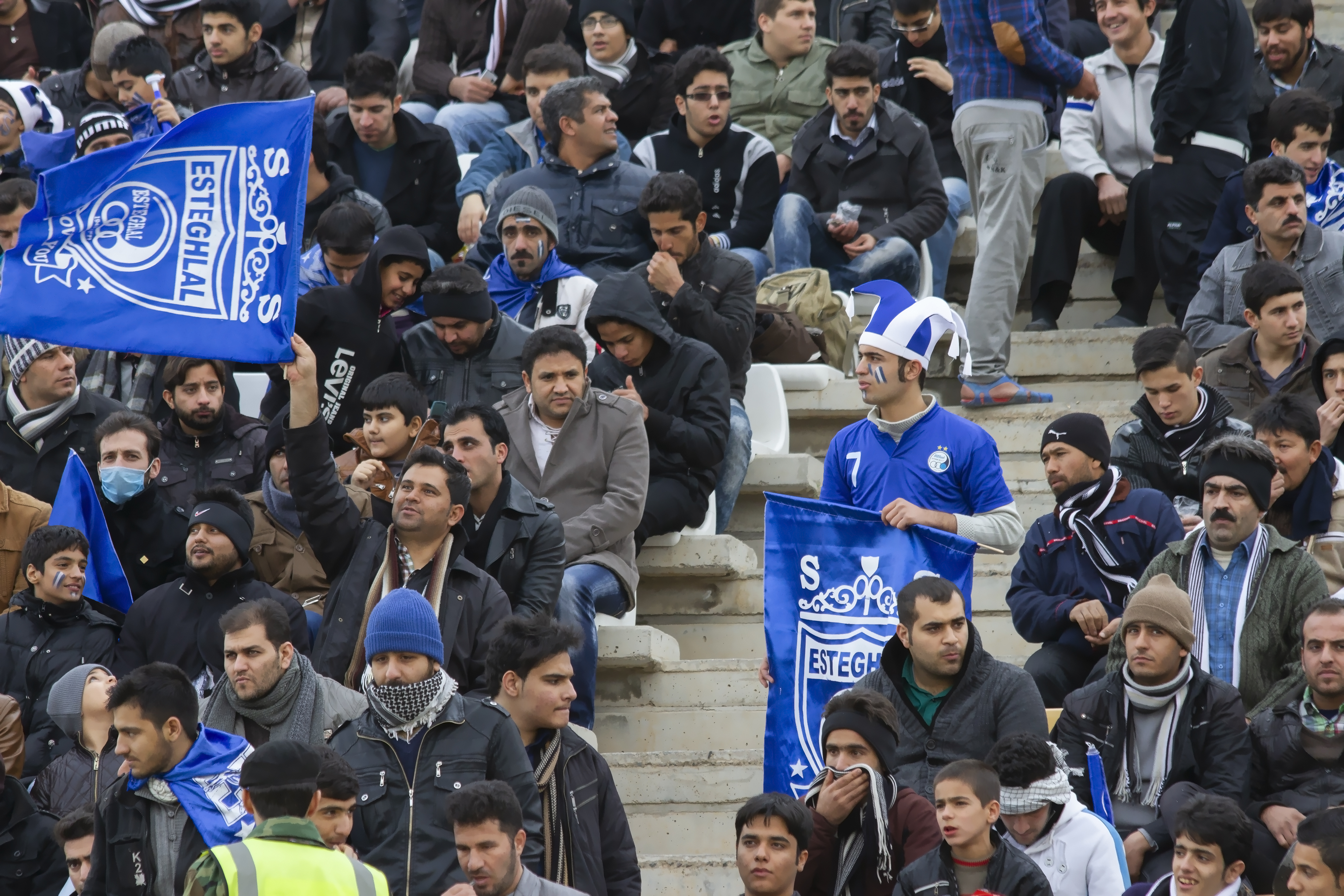
هواداران باشگاه استقلال در ورزشگاه یادگار امام شهر قم در بازی با تیم صبا

من امروز با اتفاقات عجیبی مواجه شدم که تا کنون هرگز با آن رو به رو نشده بودم. ما از لحظه پیاده شدن از هواپیما تا وقتی سوار اتوبوس شدیم که به هتل بیاییم، حدود ۱۲۰ دقیقه طول کشید و دیدن شور و نشاط و انرژی هواداران وصف‌ناپذیر بود. هواداران استقلال بی‌نظیر هستند و باشگاه باید از این سرمایه اجتماعی خود حفاظت کند. انرژی مثبتی که امشب من، همکارانم و بازیکنان استقلال از هواداران خونگرم یزدی دریافت کردیم، قطعا بزرگ‌ترین انگیزه برای ما خواهد بود که در بازی فردا با انرژی فراوان در میدان حاضر شویم. به جرات می‌گویم من هیچ کجای جهان تماشاگران بی‌نظیری مثل هواداران استقلال ندیدم و از این بابت به خودم می‌بالم که سرمربی چنین تیم بزرگی هستم.

## اقدامات هوادران خارج از ورزشگاه

### فعالیت‌های رسانه‌ای و مجازی
امروزه با پیشرفت فناوری‌های ارتباطی و حضور گسترده در شبکه‌های اجتماعی، هواداران استقلال توانسته‌اند حمایت خود را حتی در دوردست‌ها نیز به نمایش بگذارند. از طریق کانال‌های تلگرام، اینستاگرام و سایر پلتفرم‌های دیجیتال، تصاویر، ویدیوها و پیام‌های حمایتی منتشر می‌شود که علاوه بر ایجاد حس همبستگی در میان هواداران، به تیم یادآوری می‌کند که پشتوانه‌ای بزرگ و مشتاق در سراسر کشور دارد.
این پویایی دیجیتال، باعث شده تا حتی در شرایطی که حضور فیزیکی محدود است، صدای هواداران همچنان به گوش برسد و تاثیرگذار باقی بماند و هوادران استقلال در شرایط بحرانی با اعتراض، طوفان توییتری و کامنت های زیاد در پیج رسمی استقلال و هلدینگ خلیج فارس خواسته ها و اعترضات خود را به گوش مسؤولان برسانند.

#### حمایت ها و انتقادات از بازیکنان
در فضای مجازی، هواداران استقلال واکنش‌های بسیار متنوعی از خود نشان می‌دهند؛ از یک سو در مواقع عملکرد خوب، با ارسال پیام‌های حمایت‌آمیز و تشویق، ارزش و تلاش بازیکنان را تقدیر می‌کنند، اما از سوی دیگر در مواقع عملکرد ضعیف، انتقادات تندی از جمله عدم تمرکز، کمبود تعهد به پیراهن استقلال و از دست دادن فرصت‌های گلزنی را مطرح می‌کنند. برخی هواداران حتی به شکل نمادین اقدام به آنفالو کردن صفحات اجتماعی بازیکنان می‌کنند تا نارضایتی خود را به گوش مسئولان برسانند و فشار لازم برای بهبود عملکرد تیم را ایجاد کنند. این واکنش‌های گرم و انتقادی نشان از حساسیت و عشق عمیق هواداران نسبت به آینده و موفقیت تیم دارد.

#### نظرات هواداران
هواداران استقلال پس از فسخ قرارداد استراماچونی با هجوم در پیج اینستاگرام وی با کامنت هایشان خواهان بازگشت وی شدند و رکورد کامنت در اینستاگرام فارسی که در دست تتلو بود، توسط هواداران استقلال شکسته شد و پست اینستاگرامی استراماچونی در حال حاضر حدود ده میلیون کامنت توسط هواداران استقلال دارد.

#### آمار اینتراکشن(تعامل)
صفحه رسمی باشگاه استقلال در اینستاگرام، که یکی از اصلی‌ترین پل‌های ارتباطی هواداران با این باشگاه محسوب می‌شود، با داشتن ۴.۵ میلیون دنبال‌کننده تاکنون چندین بار در میان برترین تیم‌های جهان از نظر تعامل و اینتراکشن قرار گرفته است.
برای نخستین بار در ماه می ۲۰۲۲، استقلال با ثبت ۲۷ میلیون تعامل عنوان پرطرفدارترین تیم آسیا را از آن خود کرد. این موفقیت بار دیگر در جولای همان سال تکرار شد و در مجموع، صفحه اینستاگرام استقلال در سال ۲۰۲۲ با ۱۷۶ میلیون تعامل، به پرمخاطب‌ترین صفحه در میان باشگاه‌های ایرانی و سومین صفحه محبوب آسیا تبدیل شد.
در دسامبر ۲۰۲۳ نیز استقلال با ۲۶ میلیون تعامل، پس از باشگاه‌های النصر عربستان و کرالا هند، رتبه سوم پرتعامل‌ترین صفحه اینستاگرامی را در میان باشگاه‌های آسیا کسب کرد.

### تجمعات اعتراضی هواداران استقلال
در سال‌های اخیر، هواداران استقلال با شور و هیجان همیشگی خود نشان داده‌اند که وفاداری به تیم تنها به حمایت از پیروزی‌ها محدود نمی‌شود؛ بلکه در مواقع ناکامی، اعتراضات و تجمعات اعتراضی نیز بخشی از واکنش‌های آنان به شرایط تیم به حساب می‌آید.
اغلب این تجمعات به دلیل اعتراض به عملکرد و نحوه مدیریت، مدیران باشگاه استقلال هست و این تجمعات با وجود مسالمت آمیز بودن، نیروی انتظامی با حضور در برخی از این تجمعات سعی در سرکوب و متفرق کردن هوادران را دارد. این تجمعات اعتراضی مسالمت آمیز اغلب در جلوی درب دفتر باشگاه استقلال انجام میپذره و در صورت به نتیجه نرسیدن این اعتراضات به وزارت ورزش و جوانان، مجلس شورای اسلامی و قوه قضاییه کشیده میشود. در این تجمعات برخی پیشکسوت های باشگاه استقلال مانند مهدی فنونی زاده، محمد نوری، داوود حقدوست و امیرحسین صادقی یا برخی هنرمندان استقلالی مانند امیر غفارمنش نیز شرکت میکنند و با حضور در داخل دفتر باشگاه صدا و خواسته هواداران را به مدیران میرسانند.

#### پرجمعیت ترین تجمع اعتراضی هوادران در ایران

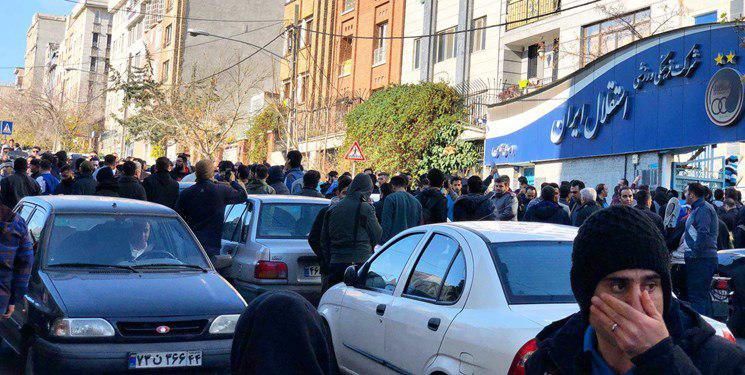
تجمع هواداران استقلال در جلوی درب باشگاه استقلال به دلیل فسخ قرارداد استراماچونی

در طول سال های اخیر هواداران استقلال به دلایل زیادی مانند مشکلات مالکیتی، مدیریتی و مالی که نتیجه آن عدم نتیجه گیری باشگاه استقلال بود تجمعات زیادی برگزار کردند اما بزرگترین و پرجمعیت ترین تجمع هوادران استقلال مربوط به جدایی آندره‌آ استراماچونی از استقلال بود. هوادران استقلال با برپایی تجمعات واکنش شدید خود را نسبت به جدایی آندره‌آ استراماچونی از سرمربیگری تیم نشان دادند. این اتفاق نه تنها موجی از نارضایتی در میان هواداران ایجاد کرد، بلکه بازتاب گسترده‌ای در رسانه‌های داخلی و بین‌المللی به همراه داشت.

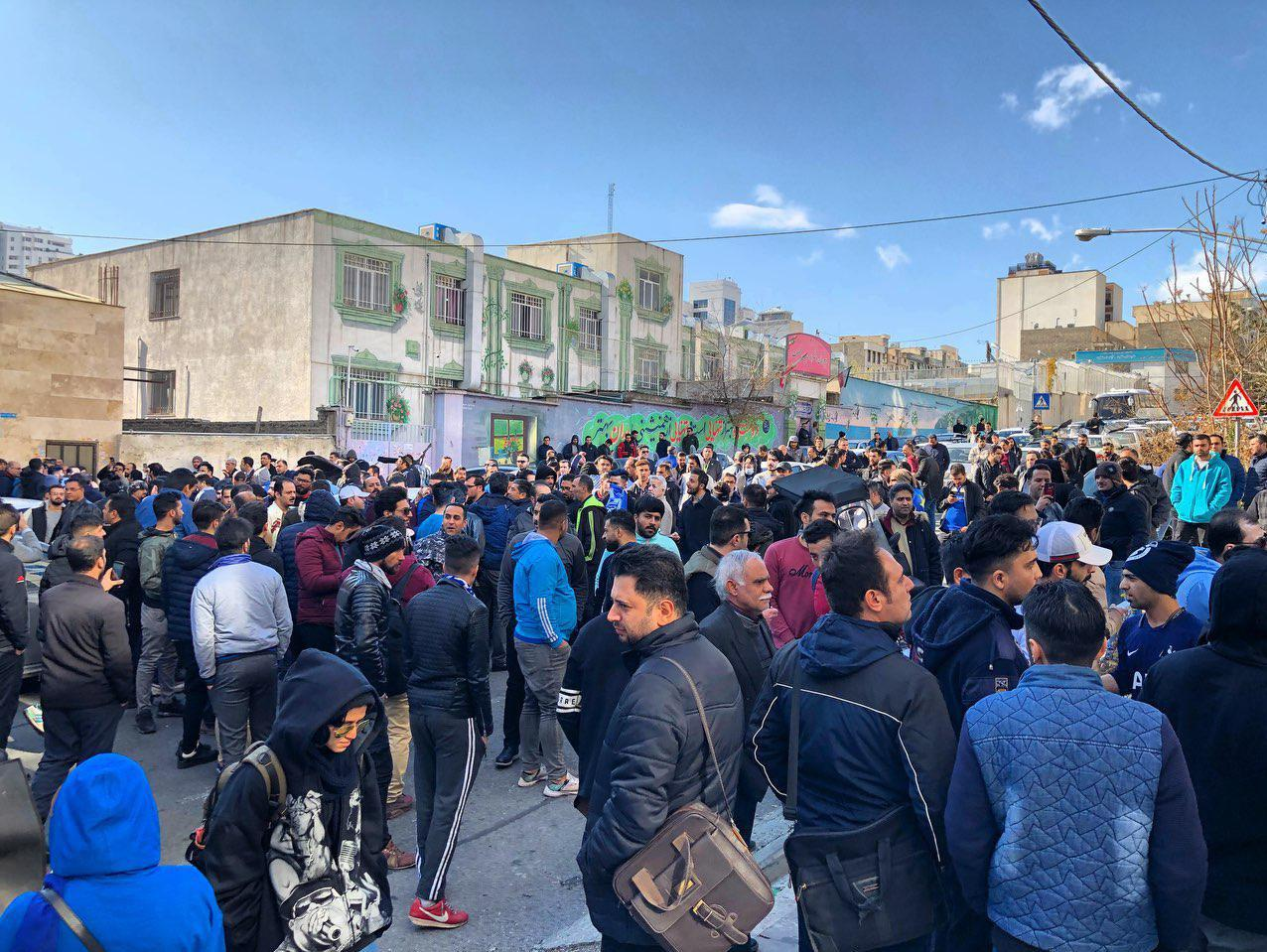
تجمع هواداران استقلال در جلوی درب باشگاه استقلال به دلیل فسخ قرارداد استراماچونی

این تجمعات تا چندروز بعد از جدایی استراماچونی در مکان های مختلف با حضور چند هزار نفر در مکان های مختلف ادامه داشت و پس وضع قانون قانون منع جذب بازیکن و مربی خارجی توسط فدراسیون فوتبال این اعتراضات به ساختمان فدراسیون فوتبال نیز رسید.
استراماچونی در مصاحبه ای با رسانه ایتالیای در واکنش به این تجمعات گفت:
گزارشگر: آیا انتظار داشتی که به خاطر رفتن تو تظاهرات خیابانی شود؟

استراماچونی:حتی در دیوانه وارترین حالت ممکن هم چنین تصوری نداشتم که به خاطر من این اتفاقات رخ بدهد.

### فعالیت های خیرخواهانه
برخی گروههای هواداری استقلال در پروژههای اجتماعی و خیریه مشارکت میکنند؛ مانند کمک به نیازمندان یا حمایت از کودکان بیمار، که این اقدامات وجهه مثبتی به جامعه هواداری استقلال میدهد.

### نظرسنجی های جمعیت شناسی
در بزرگترین و پرجمعیت ترین نظرسنجی تاریخ ایران که درسال ۱۳۹۰ در شبکه سه سیما با چهار میلیون شرکت کننده انجام شد، باشگاه استقلال با ۵۱ درصد ارا عنوان پرطرفدارترین باشگاه ایران را تصاحب کرد.

## خانمان فوتبالی استقلالی
باشگاه استقلال با بیش از هشت دهه قدمت، همواره یکی از پرطرفدارترین تیم‌های ایران بوده است و در این میان، زنان نیز نقشی انکارناپذیر در حمایت از این تیم داشته‌اند. اگرچه در مقطع طولانی مدتی حضور زنان در ورزشگاه‌ها با موانعی روبه‌رو بوده است، اما آن‌ها همیشه با روش‌های مختلفی عشق خود را به استقلال نشان داده‌اند، از پیگیری بازی‌ها در رسانه‌ها گرفته تا فعالیت پرشور در شبکه‌های اجتماعی. تیم فوتبال استقلال از همان ابتدا دارای هواداران بانوی زیادی بود، دختربچه‌ها و جوانانی که رفته رفته و با گذر سالها و دهه‌ها، اکنون به زمان میانسالی و کهن‌سالی خود رسیده و هنوز هم طرفدار دوآتشه و اصیل این تیم هستند، و با عشق و علاقه فراوان اخبار و مسابقات تیم محبوبشان را دنبال و تماشا می‌کنند و با بردهایش خوشحالی و جشن و سرور براه می‌اندازند و با باختهایش اشک می‌ریزند. بدون شک دختران و زنان استقلالی (تاجی) بخشی مهم از تاریخ و هویت باشکوه و با اصالت باشگاه استقلال ایران هستند.

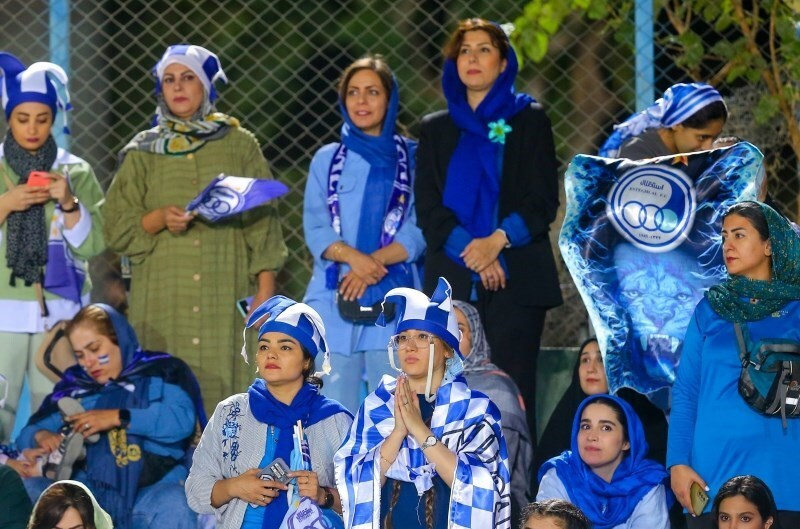
بانوان هوادار استقلال در دیدار استقلال و الغرافه در لیگ نخبگان آسیا

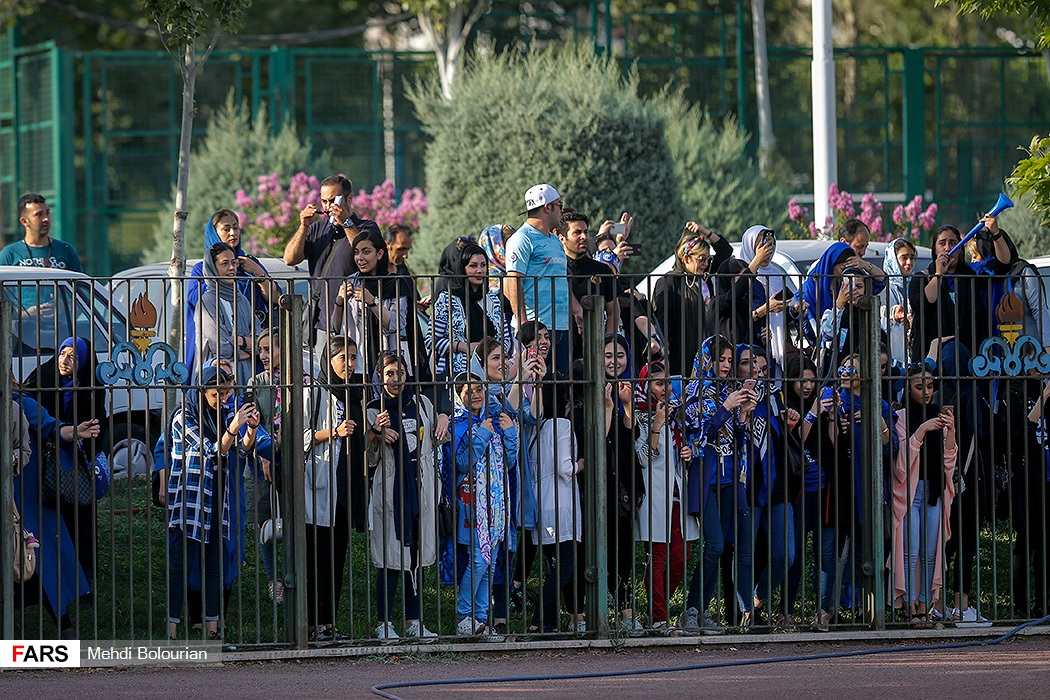
بانوان هوادار استقلال در حال تماشای تمرین این تیم در ۱۱ تیر ۱۳۹۸

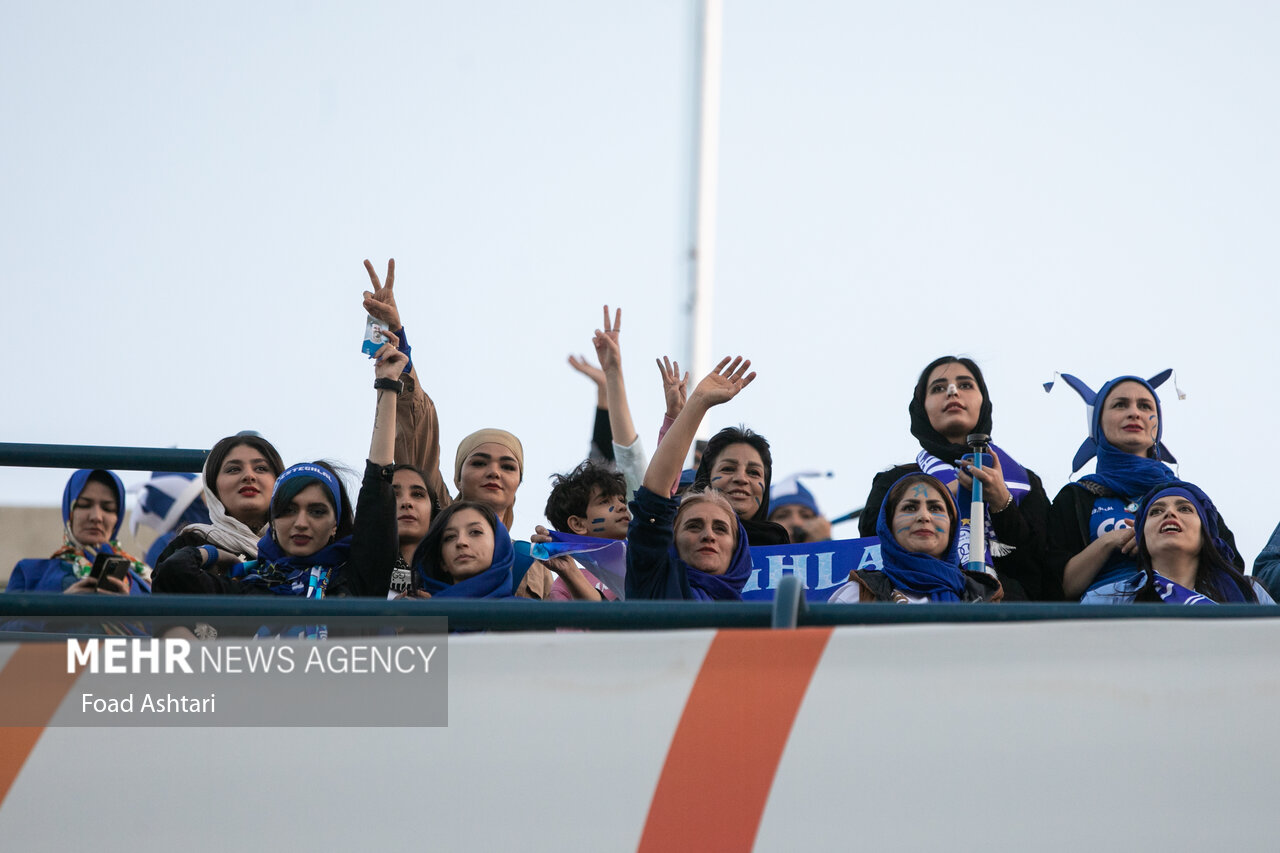
هوداران بانوی استقلال در ورزشگاه آزادی

بانوان استقلالی از همه قشرها و شهرهای جامعه و حتی ایرانیان ساکن خارج از کشور تشکیل می‌شود؛ و در کنار مردم عادی، هنرمندان و ورزشکاران و چهره‌های مشهور و محبوب فراوانی هوادار تیم فوتبال استقلال تهران و آبی دل هستند.از جمله لیلا حاتمی، هدیه تهرانی، نیکی کریمی، مارال فرجاد، شیلا خداداد، باران کوثری، هستی مهدوی فر، حمیده عباسعلی، سارا خادم‌الشریعه، متین ستوده، نرگس محمدی، سحر قریشی، فاطمه معتمدآریا، ماهایا پطروسیان، رخشان بنی‌اعتماد و…

### تلاش برای ورود به ورزشگاه‌ها
یکی از چالش‌های اصلی هواداران خانم استقلال، محدودیت‌های ورود به ورزشگاه‌ها بود. سال‌ها تلاش زنان برای دستیابی به این حق، در نهایت با حضور رسمی آن‌ها در ورزشگاه آزادی از سال ۱۴۰۱ به نتیجه رسید. در مسابقاتی که زنان توانستند به آزادی بروند، حضور پرشور آن‌ها نشان داد که فوتبال دیگر یک ورزش مردانه نیست و زنان نیز حق دارند در کنار سایر هواداران، از تیم محبوبشان حمایت کنند.

#### سحرخدایاری
یکی از تلخ‌ترین وقایع مرتبط با حضور زنان در ورزشگاه، ماجرای سحر خدایاری معروف به دختر آبی، هوادار متعصب استقلال بود که در شهریور ۱۳۹۸ جان خود را از دست داد. سحر که به دلیل تلاش برای ورود به ورزشگاه آزادی بازداشت شده بود، در اعتراض به شرایط پیش‌آمده، اقدام به خودسوزی کرد و پس از چند روز، جانش را از دست داد.
مرگ او واکنش‌های گسترده‌ای را در میان مردم، ورزشکاران و رسانه‌های بین‌المللی برانگیخت. بسیاری از استقلالی‌ها و حتی هواداران سایر تیم‌ها، به احترام او با هشتگ #دختر_آبی در فضای مجازی از حق ورود زنان به ورزشگاه حمایت کردند. این اتفاق نقطه عطفی در مطالبه زنان برای حضور در استادیوم‌ها بود و پس از آن، فشارهای بین‌المللی بر فوتبال ایران افزایش یافت که در نهایت منجر به ورود رسمی زنان به برخی از مسابقات شد.

### پسرانه کردن چهره برای ورود به ورزشگاه
قبل از رسمی شدن حضور زنان در ورزشگاه، برخی از هواداران استقلال برای دیدن بازی‌های تیمشان، با تغییر ظاهر و پوشیدن لباس مردانه تلاش می‌کردند تا وارد ورزشگاه شوند. این دختران با هیجان و عشق زیاد به فوتبال، خطر دستگیری را به جان می‌خریدند تا بتوانند از نزدیک استقلال را تشویق کنند. برخی از معروف‌ترین نمونه‌های این اقدام در رسانه‌ها منتشر شد و تصاویری از دخترانی که با چهره پسرانه وارد استادیوم شده بودند، دست‌به‌دست چرخید. در مواردی، این دختران پس از ورود موفق به استادیوم، به طور تصادفی توسط دوربین‌های تلویزیونی یا تلفن‌های همراه سایر تماشاگران شناسایی شدند و تصاویر آن‌ها در فضای مجازی منتشر شد. این اقدامات اگرچه نشان‌دهنده عشق و علاقه شدید دختران به تیم محبوبشان بود، اما در عین حال نمادی از یک بی‌عدالتی و نابرابری در ورزش محسوب می‌شد.

### مادربزرگ استقلالی
در اولین شهرآوردی که بعد از چهاردهه با حضور بانوان برگزار شد انتشار ویدئویی از یک هوادار مسن استقلال، به شدت مورد توجه کاربران در فضای مجازی قرار گرفت. مادربزرگی که به همراه نوه‌اش برای تشویق تیم محبوبش به استادیوم آمده بود و با نام بردن از بازیکنان قدیمی استقلال و اینکه از بچگی طرفدار این تیم بوده، به سرعت به چهره‌ای محبوب میان هواداران تبدیل شد.
پس از دربی نیز بازیکنان استقلال تصویری از این هوادار پا به سن گذاشته که «فریده نوروزی» نام داشت را در صفحات شخصی خود استوری کردند و حتی سروش رفیعی نیز به این موضوع واکنش نشان داد و با کنار هم قرار دادن تصویر دو هوادار مادربزرگ سرخابی‌ها، از آن به عنوان لحظات زیبای دربی یاد کرد.
مورد توجه قرار گرفتن تصاویر این هوادار مسن سبب شد تا جواد نکونام و مسئولین باشگاه به دنبال این مادر بزرگ استقلالی باشند تا او را به تمرینات تیم آورده و از وی تشکر کنند. اتفاقی که چندروز بعد رخ داد و باشگاه استقلال ضمن تقدیر از این هوادار، با وی عکس یادگاری گرفت. باشگاه استقلال همچنین در فضای مجازی خود ویدیوی زیبایی را نیز از خانم نوروزی منتشر کرده که پرچم استقلال را به حالت شنل بر تن کرده و لباس‌های آبی را پوشیده است. وی بعد ها در برنامه هزار و یک به میزبانی محسن کیایی نیز دعوت شد و به گفت و گو درباره علاقه و اشتیاق وی در هواداری استقلال پرداخت.

## آمارها و رکوردها
باشگاه استقلال تهران با حمایت گسترده هواداران خود، در آمار و رکوردهای فوتبال ایران و آسیا حضوری چشمگیر دارد. به عنوان نمونه:

### فینال جام باشگاه‌های آسیا ۱۹۹۹
این دیدار در تاریخ ۱۰ اردیبهشت ۱۳۷۸ (۳۰ آوریل ۱۹۹۹) در ورزشگاه آزادی تهران بین استقلال و باشگاه فوتبال جوبیلو ایواتا ژاپن برگزار شد. در این بازی، ۱۲۱٬۰۰۰ نفر در ورزشگاه حضور داشتند که آن را به پرتماشاگرترین بازی تاریخ مسابقات باشگاهی آسیا تبدیل کرد. همچنین، حدود ۵۰ هزار نفر از هواداران استقلال نتوانستند وارد ورزشگاه شوند و بیرون ماندند.

### بازی پایانی پنجمین دوره لیگ برتر ایران

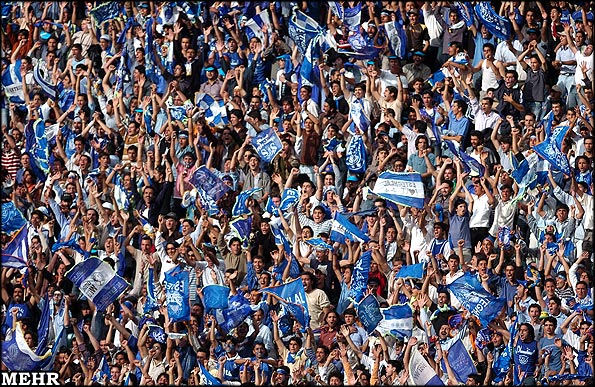
تصویری از هواداران حاضر در دیدار استقلال و برق شیراز

در فصل ۸۴–۸۵، استقلال در آخرین بازی خود در لیگ برتر به مصاف برق شیراز رفت و با نتیجه ۴ بر ۱ پیروز شد. این بازی در ورزشگاه آزادی تهران برگزار شد و بیش از ۱۱۰٬۰۰۰ نفر از هواداران استقلال در ورزشگاه حضور داشتند.  همچنین حدود ۱۰ هزار نفر از هواداران به دلیل ازدحام نتوانستند وارد ورزشگاه شوند. این بازی پرتماشاگرترین بازی تاریخ لیگ برتر خلیج فارس می‌باشد.

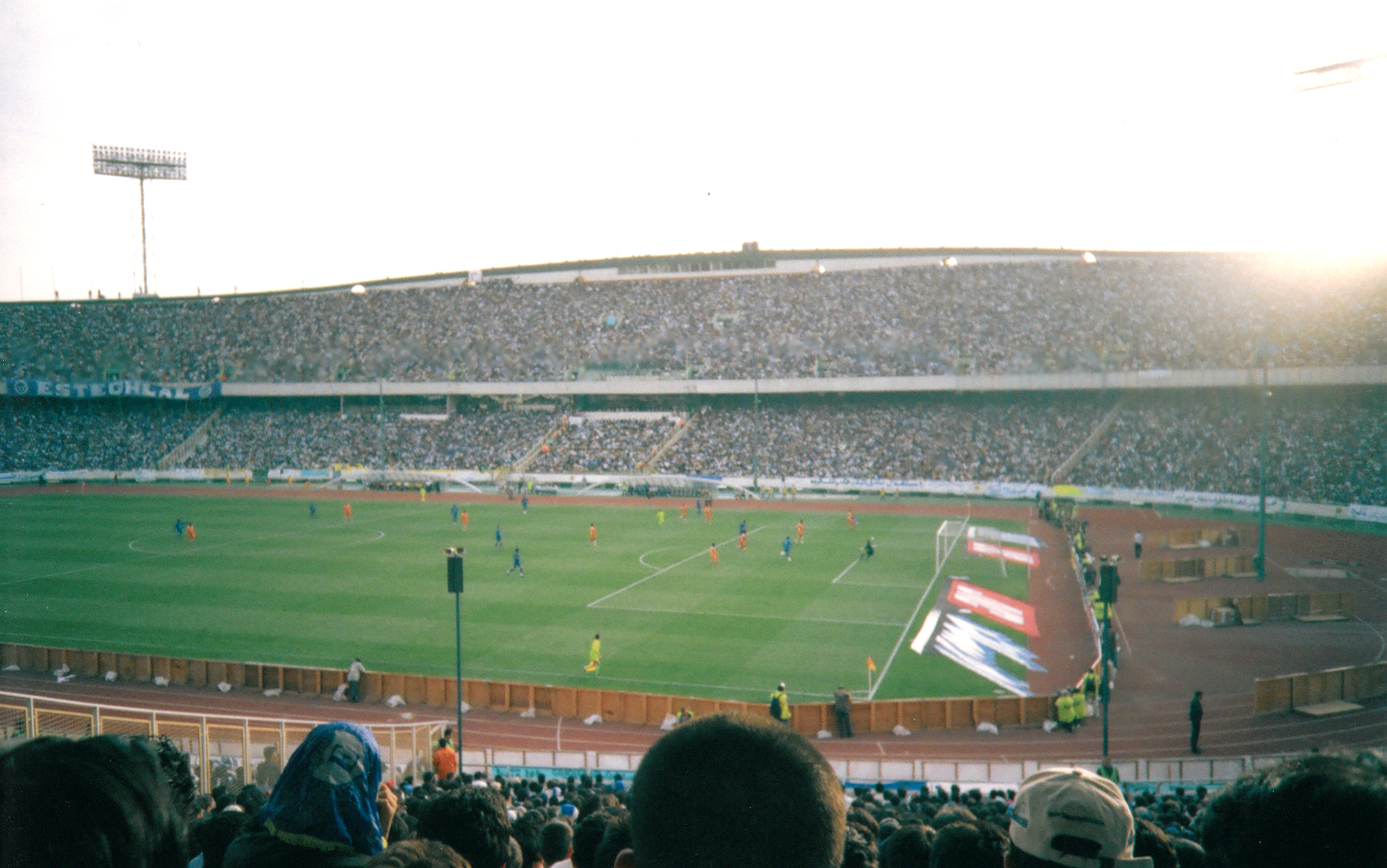
دیدار استقلال و برق شیراز، پرتماشاگرترین بازی تاریخ لیگ برتر ایران

### شهرآورد تهران در سال ۱۳۶۲
یکی از پرتماشاگرترین دربی‌های تاریخ بین استقلال و پرسپولیس در سال ۱۳۶۲ برگزار شد که حدود ۱۳۰ هزار تماشاگر در ورزشگاه آزادی حضور داشتند، تماشاگران همچنین کل پیست تارتان ورزشگاه را نیز اشغال کرده بودند. در این بازی، پرویز مظلومی موفق شد دروازه پرسپولیس را باز کند و این گل به‌عنوان یکی از مهم‌ترین گل‌های دربی‌های تهران در آن دهه به یادگار مانده است.

### رکورد میانگین تعداد تماشاگران در بازی‌های خانگی آسیایی
باشگاه استقلال تهران با حمایت بی‌نظیر هواداران خود، رکوردهای قابل‌توجهی در لیگ قهرمانان آسیا به ثبت رسانده است. در فصل‌های ۲۰۱۰، ۲۰۱۱، ۲۰۱۳، ۲۰۱۷، ۲۰۱۸، ۲۰۱۹،۲۵–۲۰۲۴ این تیم با حضور پرشور تماشاگرانش در ورزشگاه آزادی، میانگین بالاترین تعداد تماشاگران در بازی‌های خانگی را به خود اختصاص داد.
به‌عنوان مثال، در فصل ۲۰۱۷، استقلال با مجموع ۱۲۷٬۲۲۱ تماشاگر در دو بازی خانگی خود، عنوان پرهوادارترین تیم مرحله گروهی را کسب کرد. در بازی مقابل العین امارات، ۹۰٬۰۰۰ نفر و در دیدار با الریان قطر، ۳۷٬۲۲۱ نفر در ورزشگاه آزادی حضور داشتند. همچنین، در فصل ۲۰۱۸، استقلال با میانگین ۵۱٬۰۰۰ تماشاگر در هر بازی، بار دیگر عنوان پرتماشاگرترین تیم مرحله گروهی لیگ قهرمانان آسیا را به دست آورد.

### پرتماشاگرترین بازی فصل لیگ نخبگان آسیا
استقلال پس از صعود به مرحله حذفی لیگ نخبگان آسیا ۲۵–۲۰۲۴ در بازی رفت با النصر عربستان توانست با وجود تخریب بخش های زیادی از استادیوم آزادی به دلیل بازسازی، با ۷۵.۱۳۰ تماشاگر میزبانی کند و پرتماشاگرترین بازی فصل لیگ نخبگان آسیا ۲۵–۲۰۲۴ را رقم بزنند. همچنین بازی استقلال در مقابل الشرطه عراق در مرحله گروهی همین سال با ۵۴۷۰۰ تماشاگر به عنوان سومین بازی پرتماشاگر لیگ نخبگان آسیا ۲۵–۲۰۲۴ معرفی شد و استقلال در این فصل لیگ نخبگان با میانگین ۴۶.۱۹۲ تماشاگر، عنوان پرتماشاگر ترین تیم آسیا را به خود اختصاص داد.

## نمادها
هواداران باشگاه فوتبال استقلال تهران، علاوه بر رنگ آبی و نشان تاج با دو ستاره طلایی، عدد «۴» را نیز به‌عنوان یکی از نمادهای پرافتخار خود برگزیده‌اند. این عدد یادآور دو دستاورد برجسته در تاریخ این باشگاه است:
- پیروزی‌های پیاپی در شهرآورد تهران: در دربی‌های شماره ۶۹ تا ۷۲، استقلال موفق شد چهار بار متوالی رقیب سنتی خود، پرسپولیس، را با نتایج ۱–۰، ۱–۰، ۲–۰ و ۳–۰ شکست دهد. این رکورد بی‌نظیر، استقلال را به تنها تیمی تبدیل کرده که توانسته است در چهار شهرآورد پیاپی به پیروزی دست یابد.[۱۴۹]
- حضور در فینال جام باشگاه‌های آسیا: استقلال در سال‌های ۱۹۷۰، ۱۹۹۰، ۱۹۹۱ و ۱۹۹۹ موفق به راه‌یابی به فینال این رقابت‌ها شد. این چهار حضور در فینال، نشان‌دهنده جایگاه برجسته این باشگاه در سطح قاره آسیا است.

## جایگاه ۸ ورزشگاه آزادی
سکوی جایگاه ۸ ورزشگاه آزادی که با تغییرات جدید ورزشگاه آزادی به عنوان جایگاه ۵ شناخته می‌شود و سکوهای کناری این جایگاه از قدیم محل تشویق و نشستن هوادارهای متعصب، پرشور و به اصطلاح اولتراها و تیفوسی‌های استقلال هست که پیش از شروع بازی، حین بازی و بعد از شروع بازی این تشویق‌ها استمرار دارد. و این جایگاه بخش شرقی ورزشگاه جای گرفته.

### علی پروین
پرویز مظلومی در مصاحبه ای با رسانهٔ خبر ورزشی به نقل قول از علی پروین، اسطوره تیم رقیب گفت:
پرویز مظلومی: خدا علی‌آقا را حفظ کند. یادم هست یک روز می‌گفت حاضرم کل ورزشگاه آزادی را با ۱۰۰ هزار پرسپولیسی بدهم و جایگاه ۸ استقلالی‌ها (جایگاه تیفوسی‌های استقلال) را بگیرم. چون همان یک گوشه ورزشگاه اندازه ۱۰۰ هزار پرسپولیسی سر و صدا می‌کنند!

### مهدی هاشمی‌نسب
مهدی هاشمی‌نسب در ۲۴ اردیبهشت ۱۴۰۳ در خلل بازی استقلال مقابل فولاد در هفته ۲۷م لیگ برتر فوتبال ایران ۰۳–۱۴۰۲ زمانی که به عنوان مربی و دستیار جواد نکونام در استقلال کار می‌کرد اما در این بازی به دلیل محرومیت نتوانست تیمش را از کنار زمین هدایت کند و از روی سکوها و جایگاه ۸ نظاره گر بازی تیمش بود و برای اینکه توسط هواداران شناسایی نشود، تصمیم گرفت تا کلاه گرمکن ورزشی خود را کاملاً روی سرش بکشد و با یک ماسک مشکی، به جایگاه هشت رفته و در کنار تیفوسی‌های آبی پوش، این بازی حساس را تماشا کند.

### بازسازی
این جایگاه در ۲۰ دی ۱۴۰۳، به‌دلیل نیاز به نوسازی و مقاوم‌سازی ورزشگاه آزادی تخریب شده است که این اقدام با هدف بهبود زیرساخت‌ها و افزایش ایمنی تماشاگران صورت گرفته است.

## کمیته مشوقين استقلال
کمیته مشوقين استقلال در دهه هشتاد و در زمان مدیرعاملی کاظم اولیایی شروع به کار کرد و تا کنون فعالیت این کمیته ادامه دارد و در حال حاضر این کمیته توسط رامین همتی مدیریت میشود. اعضای کمیته مشویق استقلال که به لیدر نیز معروف اند وظيفه ساماندهي مشوقين و هواداران باشگاه استقلال را برنامه ريزي كرده و با هماهنگي با نيروی انتظامي و نيروهای امنيتی حاضر در ورزشگاهها از بروز تشنج و جنجال جلوگيري مینمايند. اعضای این کمیته، استقلال را در برخی بازی هایی که در خارج از تهران و کشور برگزار میشود نیز همراهی میکنند.
اعضای این کمیته در برخی از بازی ها از هواداران و لیدر های تیم مقابل که به عنوان مهمان به ورزشگاه آمدند با دسته های گل پذیرایی میکنند.

## ترانه‌ها

### اولین ترانه هواداری ایران
پس از اولین قهرمانی تاج در لیگ قهرمانان آسیا در سال ۱۳۴۹ بقدری جو ملی میهن مثبت بود که ویگن، خواننده محبوب اون دوران ترانه ای که توسط ایرج جنتی عطایی که خودش نیز بازیکن تیم تاج مشهد سروده بود رو اجرا کرد.

### دیگر ترانه‌ها
در حوزه موسیقی، ترانه‌های متعددی توسط خوانندگان مختلف در حمایت و ستایش این تیم سروده و اجرا شده‌اند که به مرور زمان به بخشی از فرهنگ هواداری استقلال تبدیل شده‌اند.
- «آبی» با صدای رضا یزدانی: این ترانه با ملودی و شعری حماسی، به رنگ آبی و باشگاه استقلال می‌پردازد و همچنین موزیک مستند آبی به رنگ آسمان نیز میباشد.[۱۶۵][۱۶۶]
- سرود رسمی تیم استقلال با صدای بابک جهانبخش: این سرود رسمی با اجرای بابک جهانبخش، از این خواننده سرشناس را میتوان جزو پرشونده ترین موزیک های هواداری استقلال دانست.[۱۶۷][۱۶۸]
- وحید مرادی: وی که تا حدودی خواننده شناخته شده ای محسوب میشود بعد از قهرمانی بدون باخت استقلال در لیگ برتر خلیج فارس، ترانه ای با گویش مازندرانی برای هواداری استقلال خواند.

از دیگر پرشنونده ترین موزیک های هواداری استقلال میتوان به «استقلال» با صدای سعید عرب، «استقلال» با صدای علی دانیال،  «استقلال» با شهرام زندی و «قهرمان آسیا» با صدای مهدی کبریا دانیال نیز اشاره کرد.
برخی خوانندگان نیز به‌صورت اختصاصی در حوزه هواداری استقلال فعالیت می‌کنند، هرچند که به‌اندازه چهره‌های مطرح موسیقی شناخته‌شده نیستند. این هنرمندان بیشتر از طریق شبکه‌های اجتماعی، به‌ویژه اینستاگرام، با هواداران استقلال در ارتباط بوده و آثار خود را منتشر می‌کنند. از جمله این خوانندگان می‌توان به مصطفی فرجی، مهدی کبریا، حامی پیراسته، آرا صلاحی و دجسلیتو اشاره کرد که با اجرای ترانه‌های اختصاصی برای استقلال، نقش پررنگی در فضای هواداری این تیم ایفا می‌کنند.

### هواداری استقلال دررپفارسی
در سال‌های اخیر، استفاده از نام و نمادهای باشگاه استقلال در موسیقی رپ فارسی افزایش یافته است. این روند از سروش هیچکس، پدر رپ فارسی، آغاز شد؛ جایی که در ترک عاشقتم به صورت رمزگونه به نام استقلال اشاره می‌کند:
"عاشق الفبام، الف سین ت قاف لام الف بعدش لام"
این شیوه استفاده از نمادهای استقلال تا نسل چهارم رپ فارسی ادامه یافته است. برای مثال، هیپهاپولوژیست در یکی از ترک‌هایش می‌گوید:
"بهم میگن چرا عاشق تاجی؟ از بچگی بودم فن استقلال!"
یا دِلو در یکی از آثارش به استقلال اشاره کرده و می‌گوید:
"من که حالت عادیم دو ستارم، مثل پرچم استقلال!"
سهراب ام جی که بارها اعلام کرده هوادار باشگاه پرسپولیس هست نیز در ترکی به نام پیشکسوت می‌گوید:
" تاج دارم انگار استقلالم."
علاوه بر این، رپرهایی مانند ۰۲۱کید، پوریا آدرویت و دیگر رپر های طرفدار استقلال نیز در آثار خود از نمادهای استقلال استفاده کرده‌اند و این موضوع را در موسیقی رپ فارسی برجسته‌تر کرده‌اند.

## هواداران قابل توجه

### هنرمندان سینما و تلویزیون
- محسن تنابنده[۱۷۱]
- نوید محمدزاده[۱۷۲][۱۷۳]
- پانته‌ا بهرام[۱۷۴]
- پولاد کیمیایی[۱۷۴]
- محمدحسین مهدویان[۱۷۴]
- برزو ارجمند[۱۷۴]
- بهرام افشاری[۱۷۵][۱۷۶]
- احمد مهرانفر[۱۷۷]
- هومن حاجی‌عبداللهی[۱۷۸][۱۷۹]
- امیر جعفری[۱۸۰][۱۸۱]
- امیر غفارمنش[۱۸۲][۱۸۳]
- سعید آقاخانی[۱۸۴]
- مهدی ماهانی[۱۸۵][۱۸۶]
- سیامک انصاری[۱۸۷]
- رؤیا میرعلمی
- سحر قریشی[۱۸۸][۱۸۹]
- حمید گودرزی[۱۹۰]
- پیمان معادی[۱۹۱][۱۹۲]
- مهناز افشار[۱۹۳]
- سام درخشانی[۱۹۴]
- پوریا پورسرخ[۱۹۵]
- امیر نوری[۱۹۶]
- هادی حجازی‌فر[۱۹۷]
- علی صالحی[۱۹۸]
- پیمان طالبی[۱۹۹]
- سامان صفاری[۱۹۸]
- نیما شاهرخ شاهی[۱۹۸]
- پیام احمدی نیا[۱۹۸]
- مهدی دانایی[۱۹۸]
- پویا امینی[۱۹۸]
- شیلا خداداد[۲۰۰][۲۰۱]

- نیکی کریمی[۲۰۲][۲۰۳]

- خشایار اعتمادی[۲۰۴]
- اکبر عبدی[۲۰۵]
- حسن جوهرچی[۲۰۶]
- علیرضا خمسه[۲۰۷]
- پرستو صالحی[۲۰۸][۲۰۹]
- یوسف تیموری[۲۱۰]

- فریبا نادری[۲۱۱]

- برزو ارجمند[۲۱۲][۲۱۳]
- پریناز ایزدیار[۲۱۴]
- بهزاد فراهانی[۲۰۱][۲۱۵]
- امیر جعفری[۲۱۶]
- علیرضا جعفری[۲۱۷][۲۱۸]
- لاله اسکندری[۲۱۹]
- همایون ارشادی[۲۲۰][۲۲۱]
- مریم معصومی[۲۲۲]
- شراره رخام[۲۲۳]
- مینا لاکانی[۲۲۴]
- بهرام رادان[۲۲۵]
- محمدرضا شریفی‌نیا[۲۲۶][۲۲۷]
- امیر آقایی[۲۲۸]
- داریوش ارجمند[۲۲۹][۲۳۰][۲۳۱]
- فلامک جنیدی

- عارف لرستانی[۲۳۲]
- سیامک انصاری[۲۳۳][۲۳۴]
- دانیال حکیمی[۲۳۵]
- هادی کاظمی[۲۳۲]
- شهرام عبدلی[۲۳۶][۲۳۷]
- سعید آقاخانی[۲۳۸]
- رضا داودنژاد[۲۳۹][۲۴۰]

- جواد رضویان[۲۴۱][۲۴۲]

- پولاد کیمیایی[۲۴۳][۲۴۴]
- کامران تفتی[۲۴۵]
- خشایار الوند[۲۴۶]
- مازیار میری[۲۴۷][۲۴۸]
- بیژن بنفشه‌خواه[۲۴۹]
- شبنم قلی خانی[۲۵۰]
- مجید واشقانی[۲۵۱]
- سامان گوران[۲۵۲][۲۵۳]
- باران کوثری[۲۵۴][۲۵۵]
- ابوالفضل رجبی[۲۵۶]
- آزاده نامداری[۲۵۷]
- نرگس محمدی
- امین زندگانی[۲۵۸]
- رعنا آزادی‌ور[۲۵۹]
- ارسلان قاسمی[۲۶۰]
- مهدی ماهانی[۲۶۱][۲۶۲]
- سیدجواد هاشمی[۲۶۳]
- اصغر حیدری[۲۶۴]
- کریم قربانی[۲۶۴]
- آتیلا پسیانی[۲۶۵][۲۶۶]
- مانی رحمانی[۲۶۷]
- سامان سالور[۲۶۸]
- حسام منظور
- حمیدرضا حافظ شجری[۲۶۹]
- حمید لولایی
- رضا توکلی
- حسام محمودی[۲۷۰][۲۷۱]
- علیرضا جعفری[۲۷۲][۲۷۳]
- مریم امیرجلالی[۲۷۴][۲۷۵]
- جهانگیر کوثری[۲۷۶][۲۷۷]
- حمید مهین‌دوست[۲۷۸]
- داوود عابدی[۲۷۹]
- فرشید فهیم[۲۸۰]
- سیروس میمنت[۲۸۱]
- امیرعلی دانایی[۲۸۲]
- حمیدرضا آذرنگ[۲۸۳][۲۸۴]
- شهرام عبدلی[۲۸۵][۲۸۶]
- عبدالرضا اکبری[۲۸۷]
- پندار اکبری[۲۸۸]
- فرهاد جم[۲۸۹]
- آناهیتا همتی[۲۹۰]
- متین ستوده[۲۹۱]
- شبنم فرشادجو
- سجاد افشاریان[۲۹۲]
- حسن معجونی
- سهیل مستجابیان
- ریما رامین فر[۲۹۳]

### نوازندگان و خوانندگان
- احسان خواجه‌امیری[۲۹۴][۲۹۵]
- رضا یزدانی[۲۹۶][۲۹۷]
- بهنام بانی[۲۹۸][۲۹۹]
- شادمهر عقیلی[۳۰۰]
- سعید عرب[۳۰۱]
- کارن همایون‌فر[۳۰۲][۳۰۳]
- محمد اصفهانی[۳۰۴]
- بابک جهانبخش[۳۰۵][۳۰۶]
- بهنام صفوی[۳۰۷][۳۰۸]
- حمید عسکری[۳۰۹][۳۱۰]
- خشایار اعتمادی[۳۱۱]
- مهدی احمدوند[۳۱۲][۳۱۳]
- رسول نجفیان[۳۱۴][۳۱۵]
- زانیار خسروی[۳۱۶]
- بنیامین بهادری[۳۱۷]
- اشوان[۳۱۸][۳۱۹]
- امیرعباس گلاب[۳۲۰]
- کوروش بابایی
- شهرام شکوهی[۳۲۱][۳۲۲]
- حامد برادران[۳۲۳]
- سهراب پورناظری[۳۲۴][۳۲۵]
- میثم یوسفی[۳۲۳]
- محسن چاوشی[۳۲۶]
- ساسی[۳۲۷]
- علی اصحابی
- محسن شریفیان
- سعید عرب
- خشایار اعتمادی[۳۲۸]
- مانی رهنما[۳۲۹]
- مجتبی کبیری[۳۳۰]
- علی عبدالمالکی[۳۳۰]
- حمید عسکری[۳۳۱]
- محسن شریفیان
- علی زندوکیلی[۲۸۹]
- شروین حاجی پور

### عکاس
- نادر داوودی[۳۳۲][۳۳۳]

### رپرها
- هیچ‌کس
- حمید صفت[۳۳۴][۳۳۵]

- جیدال
- آرتا
- کوروش
- دلو

- هیپهاپولوژیست
- ۰۲۱ کید
- اِیسین

### ورزشکاران
- صمد نیکخواه بهرامی[۳۳۶]
- وحید شمسایی[۳۳۷][۳۳۸]
- حامد حدادی[۳۳۹][۳۴۰]
- سعید معروف[۳۴۱]
- عادل غلامی[۳۴۲]
- احسان حدادی[۳۴۳]
- رحمان عموزاد[۳۴۴]
- پژمان درستکار[۳۴۵][۳۴۶]
- امیرمحمد یزدانی[۳۴۷][۳۴۸]
- امیر حسین زارع[۳۴۹]
- محمدهادی ساروی[۳۵۰][۳۵۱]
- محمد رضا غلامی[۳۵۲]
- حمیده عباسعلی[۳۵۳][۳۵۴]
- پیمان حسینی[۳۵۵]
- زهرا خواجوی[۳۵۶]
- علیرضا دبیر[۳۵۷]
- حمید سوریان[۳۵۸]
- علیرضا حیدری
- آتوسا حجازی
- هادی ساعی[۳۵۹]
- پرهام مقصودلو[۳۶۰][۳۶۱]
- رضا یزدانی[۳۶۲]
- محمدرضا گرایی[۳۶۳]
- دانیال شه‌بخش
- علی پاکدامن[۳۶۴][۳۶۵][۳۶۶]
- محمدرضا گرایی[۳۶۷]
- شهرزاد مظفر[۳۶۸]
- مرضیه جعفری[۳۶۹]
- سید خلیل موسوی
- مجید افلاکی[۳۷۰]

### شعرا و نویسندگان
- یغما گلرویی[۳۷۱]
- ایرج جنتی عطایی
- مژده لواسانی[۳۷۲][۳۷۳]
- مهدی یزدانی خرم[۲۹۲]

### سیاستمداران
- رضا پهلوی[۳۷۴]

- سید حسن خمینی[۳۷۵]
- حمیدرضا آصفی[۳۷۶]
- محمود صادقی[۳۷۷]
- محمد شریعتمداری[۳۷۸]
- اسماعیل کوثری[۳۷۹]
- علی تاجرنیا
- علی آقامحمدی
- حداد عادل[۳۸۰]
- امیدوار رضایی[۳۸۱]
- مقداد نجف نژاد[۳۸۲]
- صادق زیباکلام[۳۸۳]

### شهدا
- حسن طهرانی‌مقدم[۳۸۴][۳۸۵]

### اعتراضات آبان ۱۳۹۸
- پژمان قلی‌پور

### جنبش خیزش ۱۴۰۱ ایران
- میلاد زارع[۳۸۶][۳۸۷][۳۸۸][۳۸۹][۳۹۰][۳۹۱]
- آرین مریدی[۳۹۲]